# Grottes de Kanheri
Les grottes de Kanheri sont un groupe de 109 grottes et monuments taillés dans la roche, creusés dans un massif affleurement de basalte à Bombay, en Inde, au cœur des forêts du Sanjay Gandhi National Park, sur l'ancienne île de Salsette. Ils contiennent des sculptures bouddhistes et des reliefs, des peintures ainsi que des inscriptions datant du Ier au Xe siècle de notre ère. Kanheri vient des mots sanskrits Krishna-giri, qui signifient « colline de couleur noire ». Ces grottes témoignent de l'influence du bouddhisme sur l'art et la culture indiennes.
Elles se trouvent à 6 km de l'entrée principale du Parc National et à 7 km de la gare de Borivali. Les touristes peuvent entrer dans les grottes à partir de 7 h 30.

## Généralités

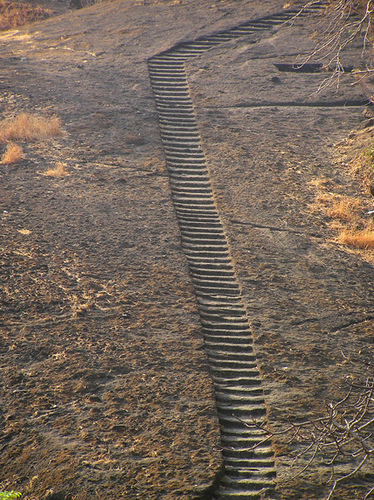
Escalier taillé dans le roc menant aux Viharas supérieures.

Le site est situé à flanc de colline et est accessible par des marches taillées dans la roche. Le complexe de grottes comprend cent neuf grottes. Les plus anciennes sont relativement simples et sans ornements, contrairement aux grottes plus récentes du site et aux grottes d'Elephanta, très ornées, de Bombay. Chaque grotte possède un socle en pierre qui servait aussi de lit. Une salle de congrégation dotée d'énormes piliers de pierre abrite un stupa. Des canaux creusés dans la roche au-dessus des grottes alimentaient en eau de pluie des citernes qui fournissaient le complexe en eau.  Une fois que les grottes ont été converties en monastères permanents, leurs murs ont été sculptés de reliefs complexes, représentant Bouddha et les Bodhisattvas . 

## Historique

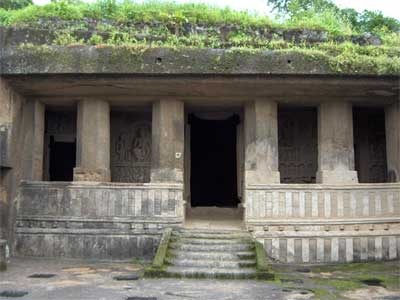
Un vihara, un monastère bouddhiste.

Les grottes de Kanheri ont été construites au Ier siècle et sont devenues une importante colonie bouddhiste sur la côte de Konkan au IIIe siècle de notre ère. 

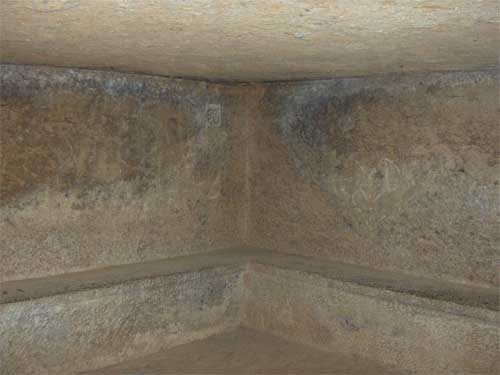
Lits réduits à leur plus simple expression.

Ces grottes datent d'une période allant du Ier siècle av. J.-C. au IXe siècle. les toutes premières consistent en 109 petites cellules taillées dans la roche sur l'un des flancs d'une colline. À la différence des somptueuses Grottes d'Elephanta, toutes proches, elles sont très simples et sans décorations. Chacune de ces cellules dispose d'un rebord de pierre en guise de lit. La plupart des grottes étaient des viharas bouddhistes, destinés à vivre, étudier et méditer. Les grottes les plus grandes, qui faisaient office de chaityas, ou salles de culte en congrégation, sont bordées de sculptures bouddhistes finement sculptées, de reliefs, de piliers et de stupas taillés dans la roche. 
Avalokiteshwara est la figure la plus distinctive. Le grand nombre de viharas démontre qu'il existait un établissement bien organisé de moines bouddhistes. Cet établissement était également relié à de nombreux centres commerciaux, tels que les ports de Sopara , Kalyan , Nasik , Paithan et Ujjain. Kanheri était un centre universitaire à l'époque où la région était sous la domination des empires Mauraya et Kushan.  À la fin du Xe siècle, le professeur bouddhiste Atisha (980-1054) est venu au Krishnagiri Vihara pour étudier la méditation bouddhiste sous la direction de Rahulagupta. 

## Inscriptions

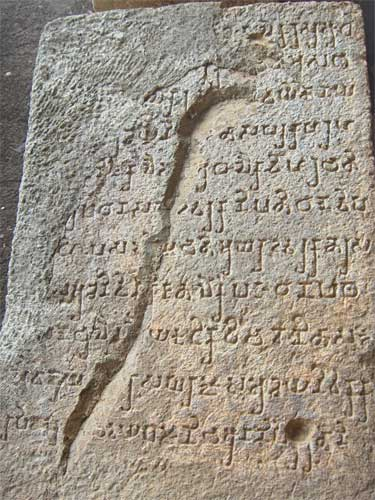
Inscription en Brahmi gravée dans la roche à Kanheri.

Près de 51 inscriptions lisibles et 26 épigraphes ont été trouvées à Kanheri, qui comprennent des inscriptions en Brahmi , Devanagari et 3 épigraphes Pahlavi  trouvées dans la grotte 90.  L'une des inscriptions importantes mentionne le mariage du souverain Satavahana Vashishtiputra Satakarni. avec la fille de Rudradaman I : 
"De la reine... de l'illustre Satakarni Vasishthiputra , descendante de la race des rois Karddamaka, (et) fille du Mahakshatrapa Ru(dra)....... .........du ministre de confiance Sateraka, une citerne d'eau, le cadeau méritoire.

—  
Il y a aussi deux inscriptions de Yajna Sri Satakarni (170-199 CE), dans la grotte n° 81,  et dans la grotte Chaitya n° 3. 
Une inscription datant de 494-495 trouvée à Kanheri mentionne la dynastie Traikutaka . 

## Description des principales grottes

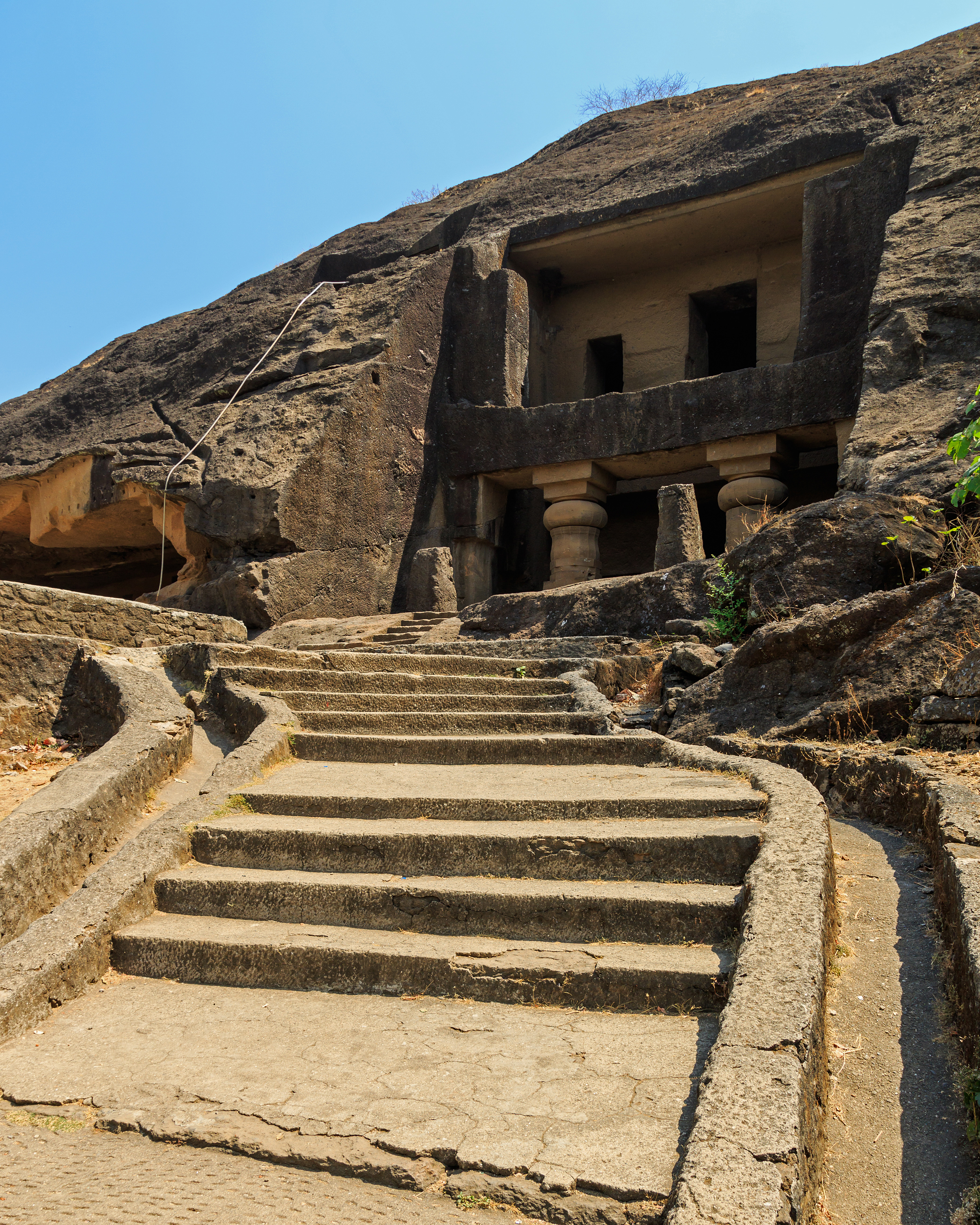
Grotte n°1

### Grotte n°1
La grotte n°1 est un vihara, ou monastère bouddhiste. L'entrée est encadrée deux piliers taillés à même le roc. Cette grotte possède deux niveaux. Sa construction n'a pas été achevée.

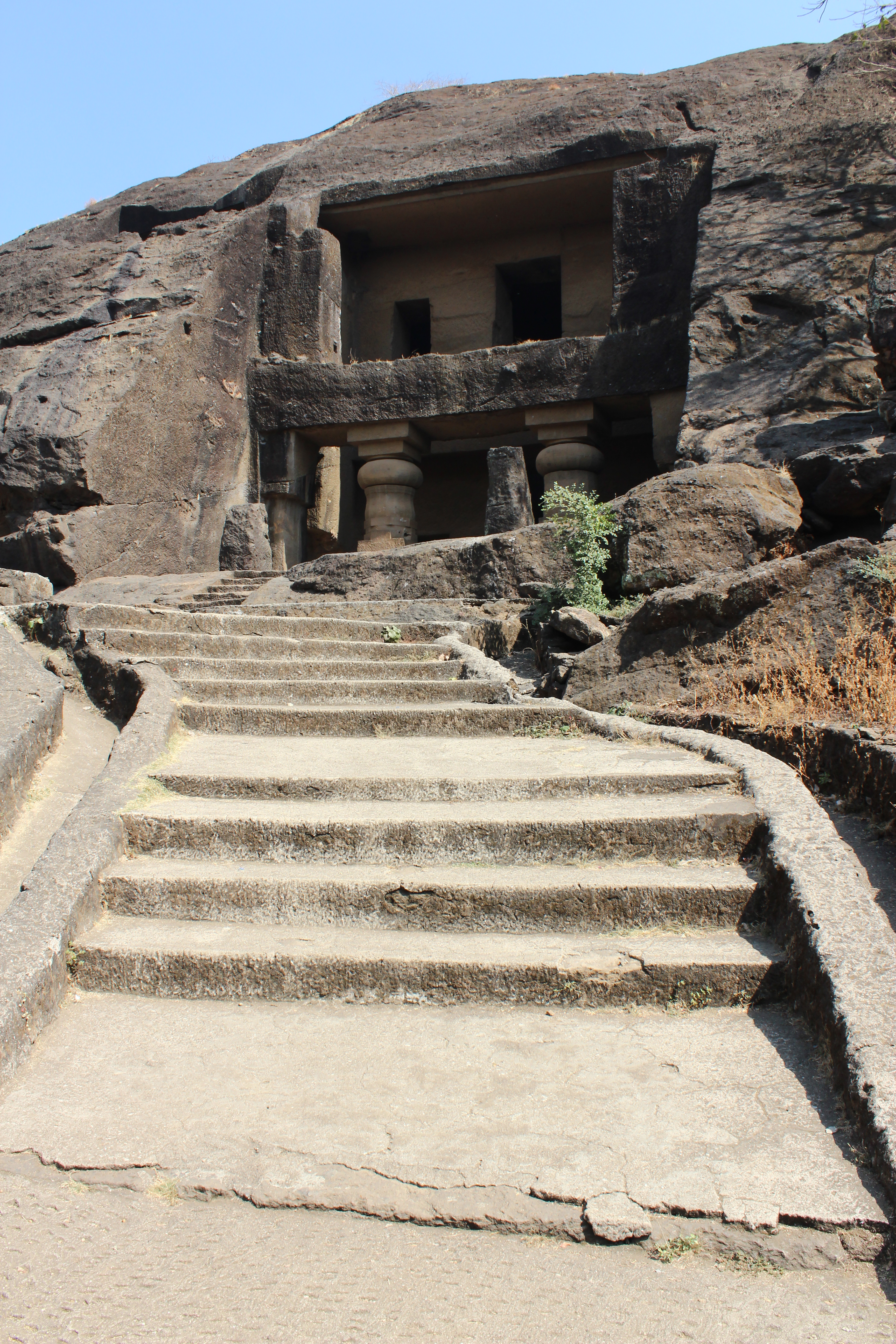
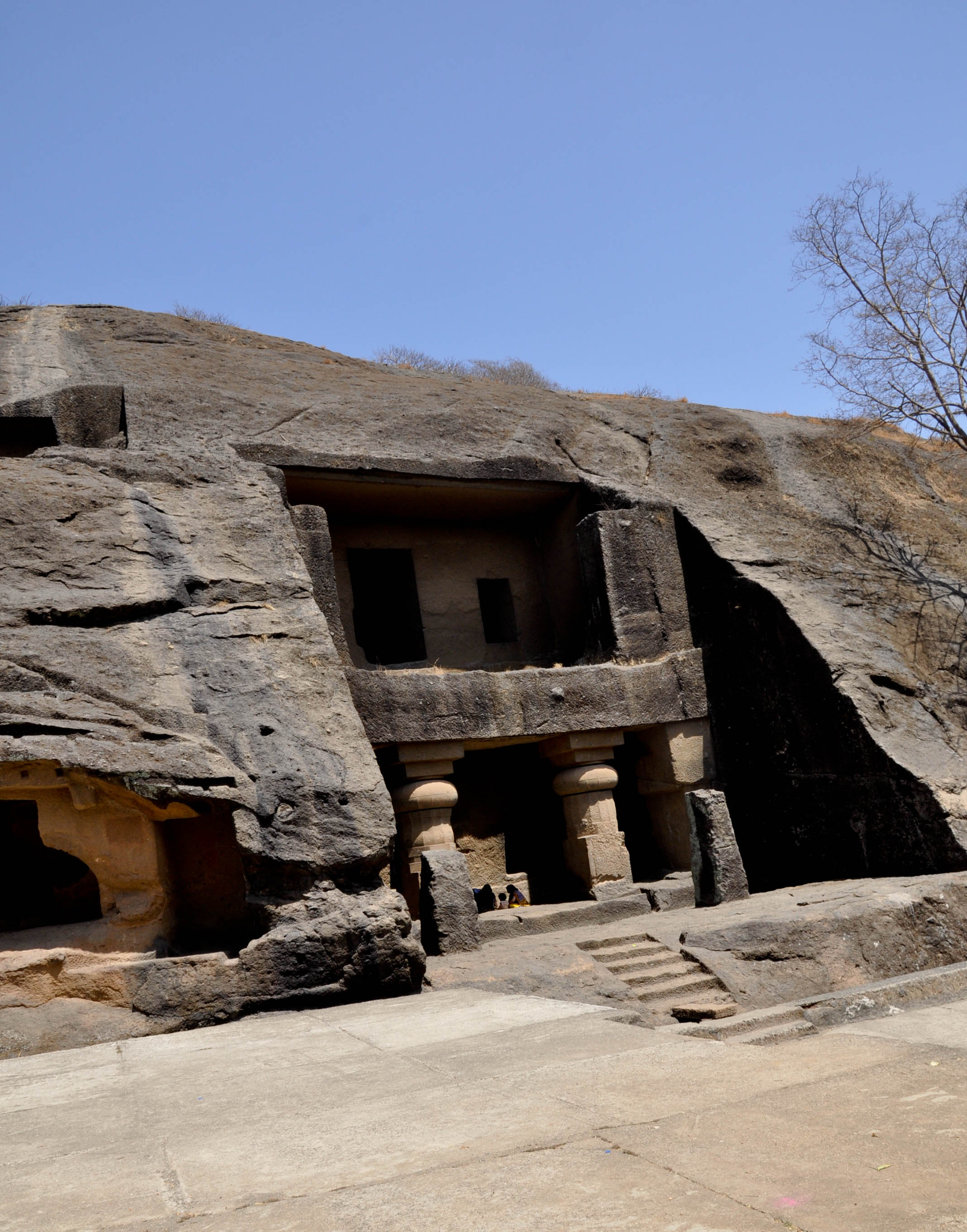
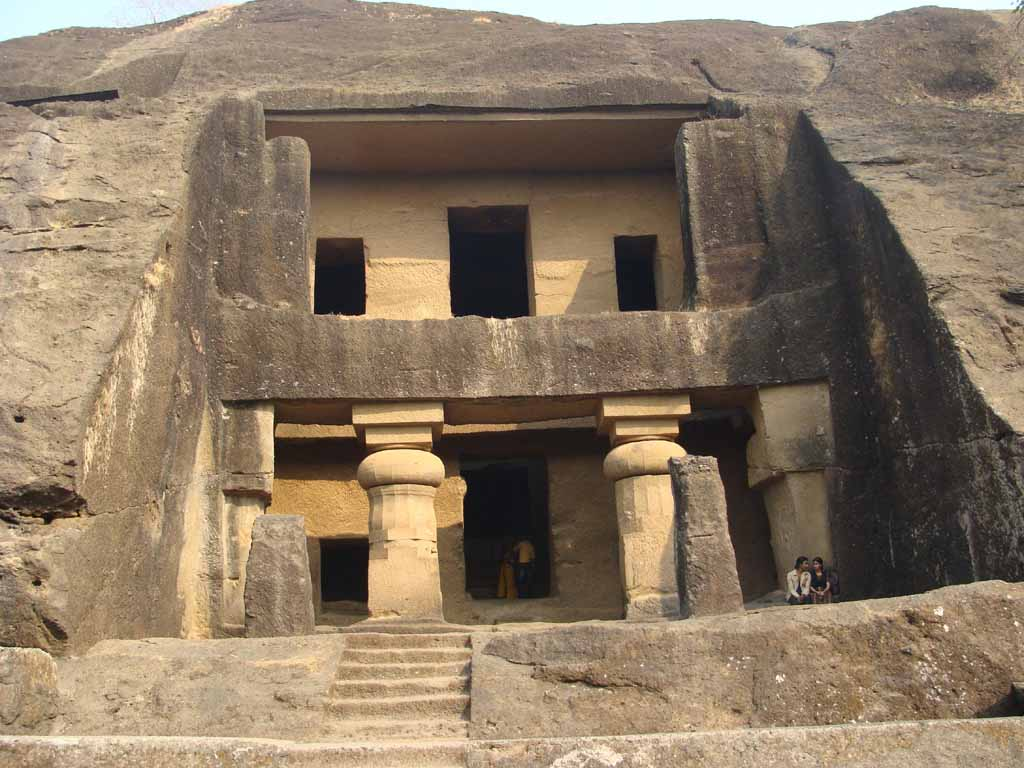
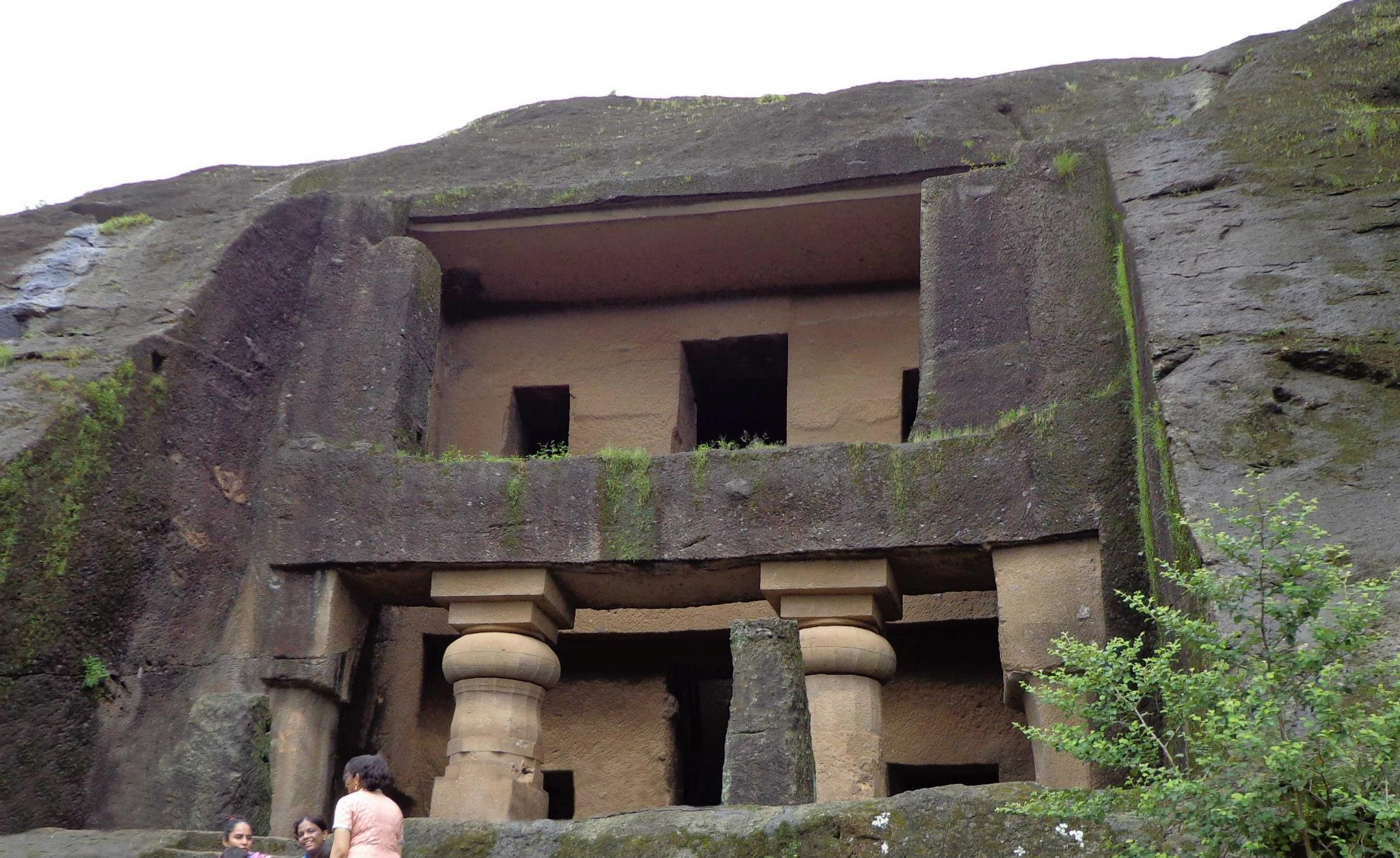
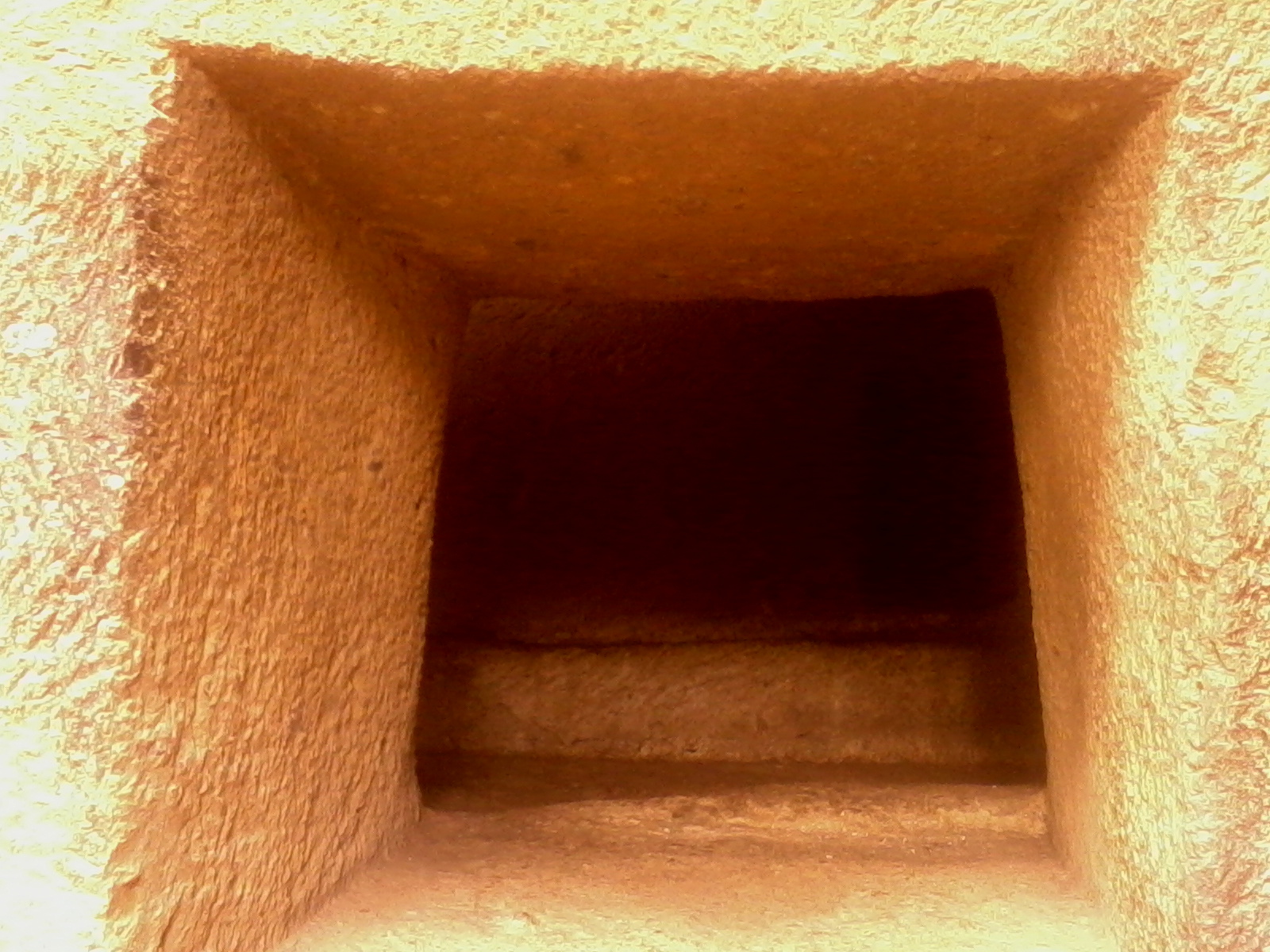
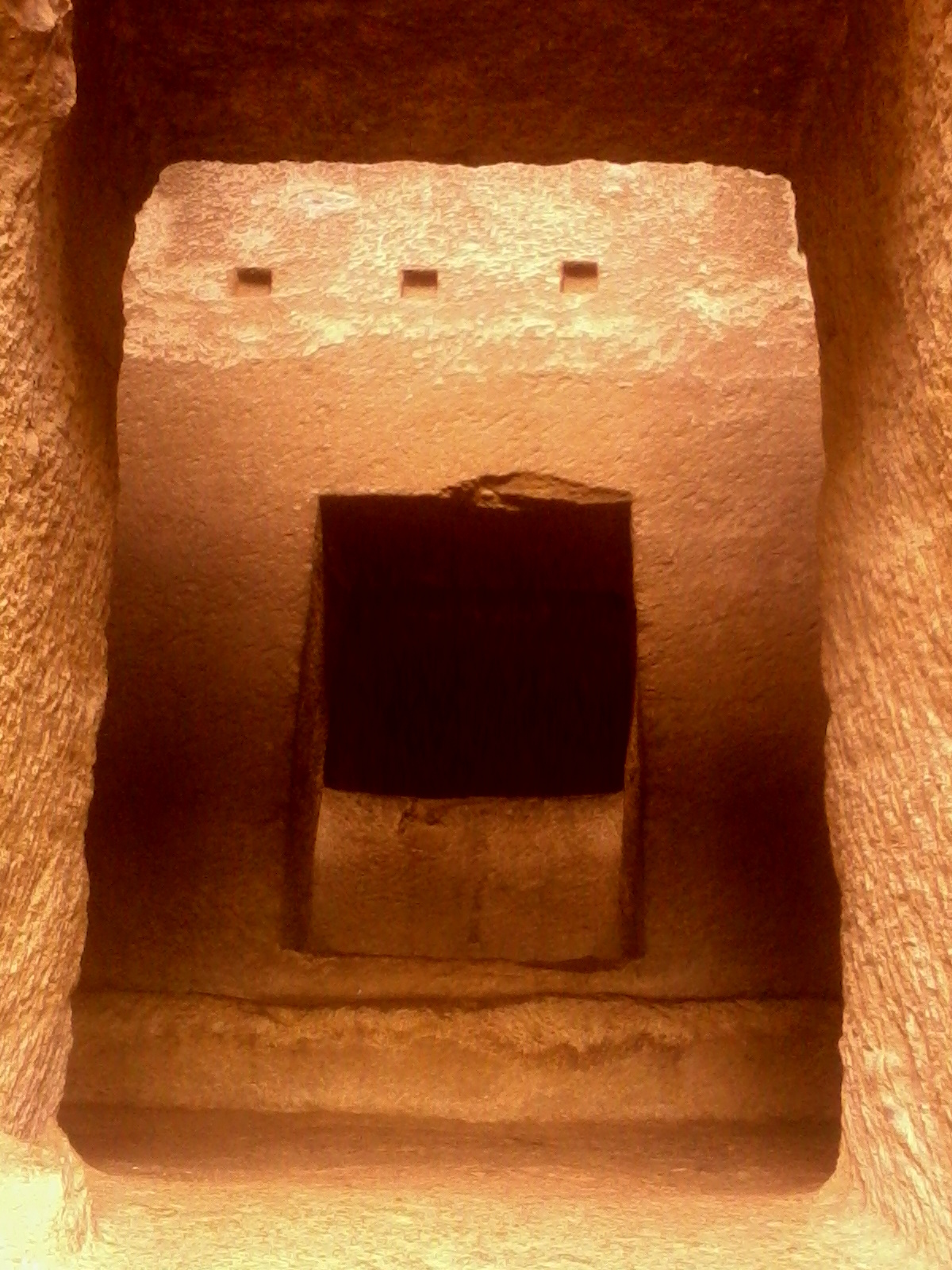
Grotte n°1 - Intérieur

### Grotte n° 2
À droite de la cour du Grand Chaitya se trouve la grotte n°2, qui la presse de très près. C'est une longue grotte, aujourd'hui ouverte en façade, et qui renfermait trois dagobas, dont l'un est aujourd'hui brisé près de la base. Cette grotte est la grotte n°4 des deux côtés du Grand Chaitya et est probablement plus ancienne que la grotte de Chaitya, qui semble avoir été creusée entre ces deux grottes à une date ultérieure ; mais cette longue salle a été tellement remaniée à différentes époques, qu'il n'est pas facile d'en distinguer les dispositions primitives. Sur le rocher entourant le dagoba se trouvent des sculptures de Bouddha, une litanie, etc., mais toutes celles-ci sont probablement de date ultérieure. 

Grotte n°2
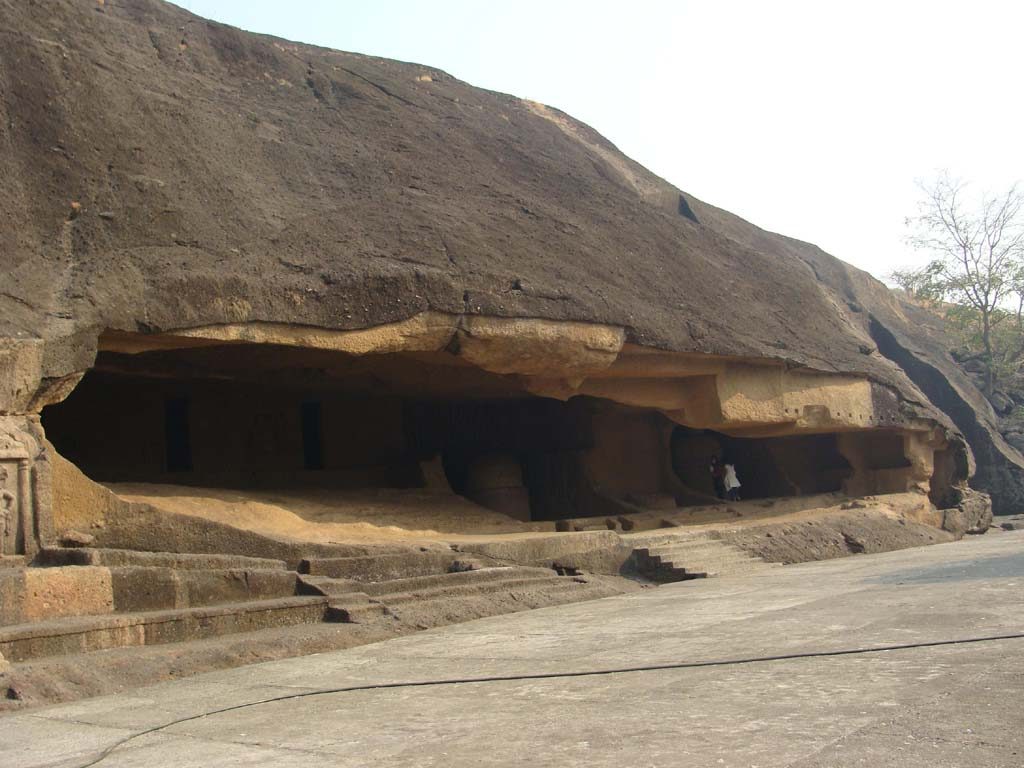
Grotte n°2 - Extérieur
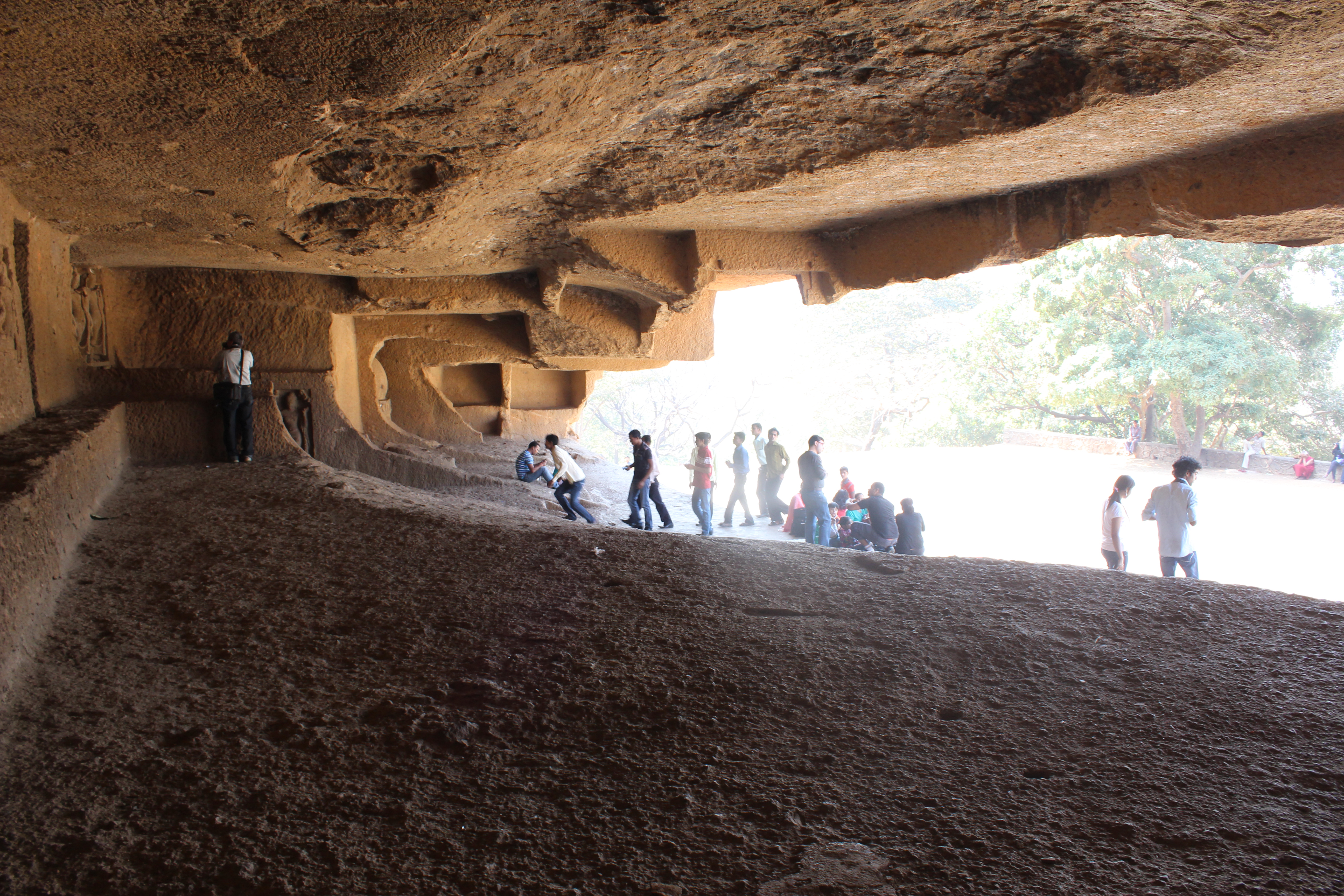
Grotte n°2 - Intérieur
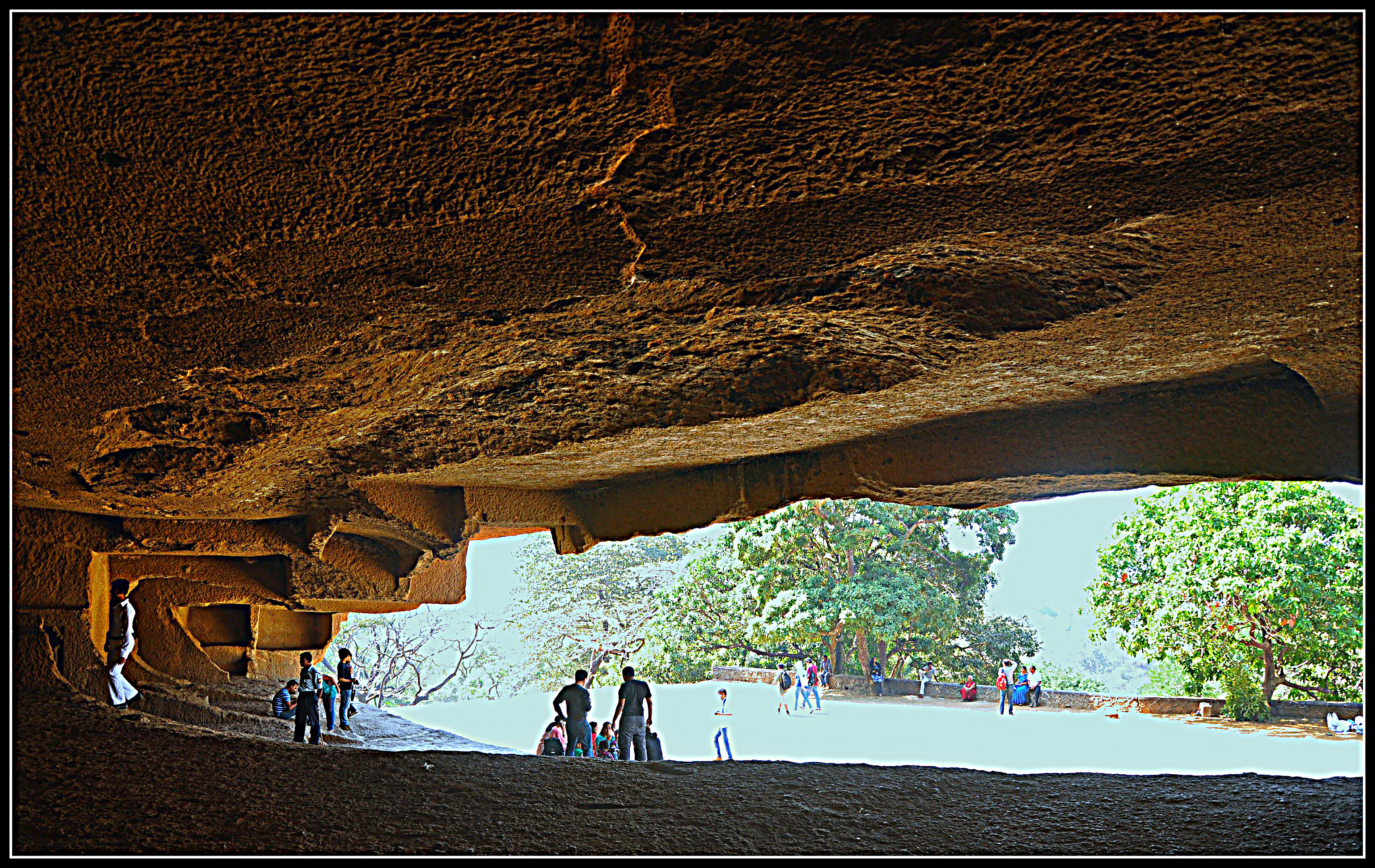
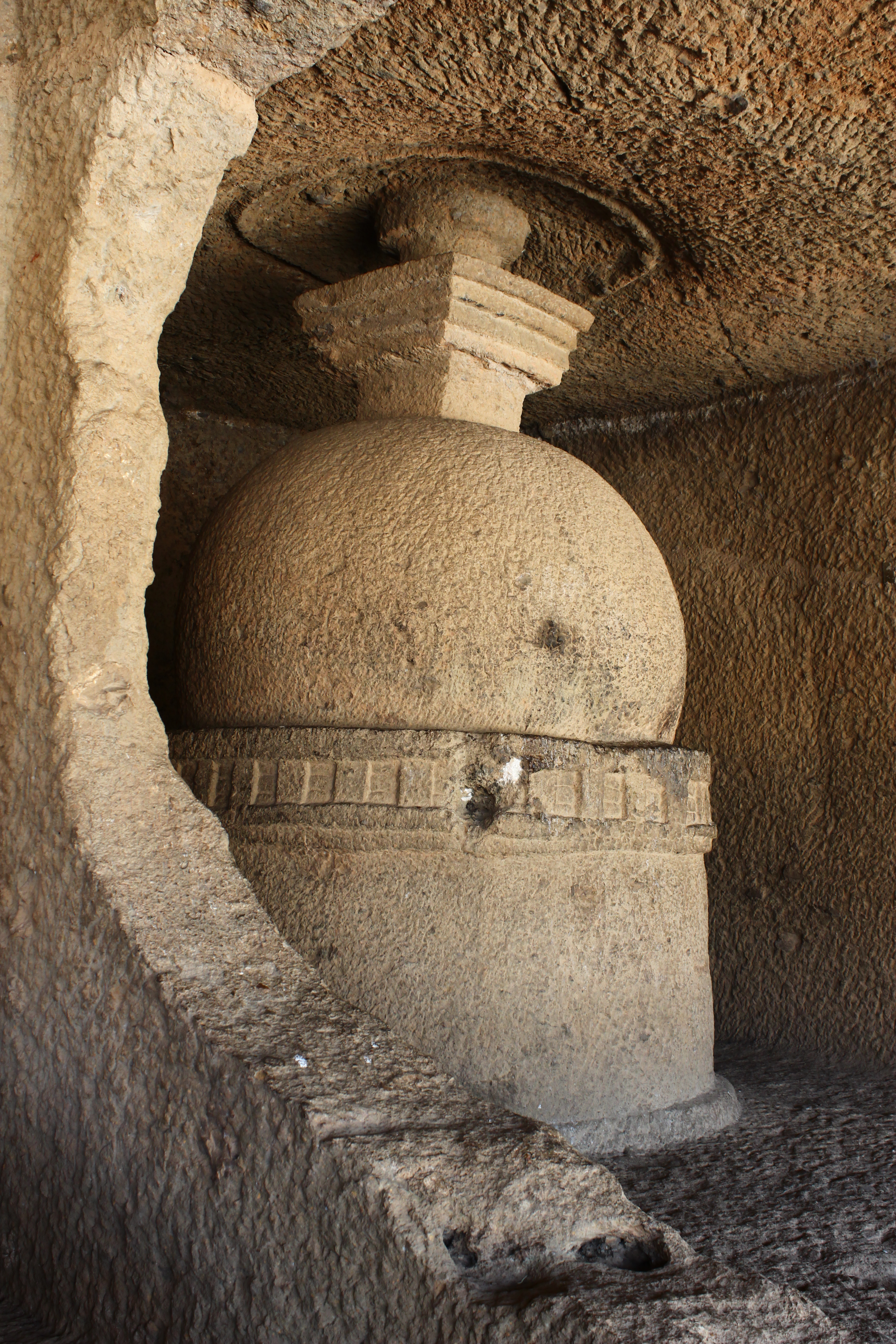
Stupa dans la grotte n°2.
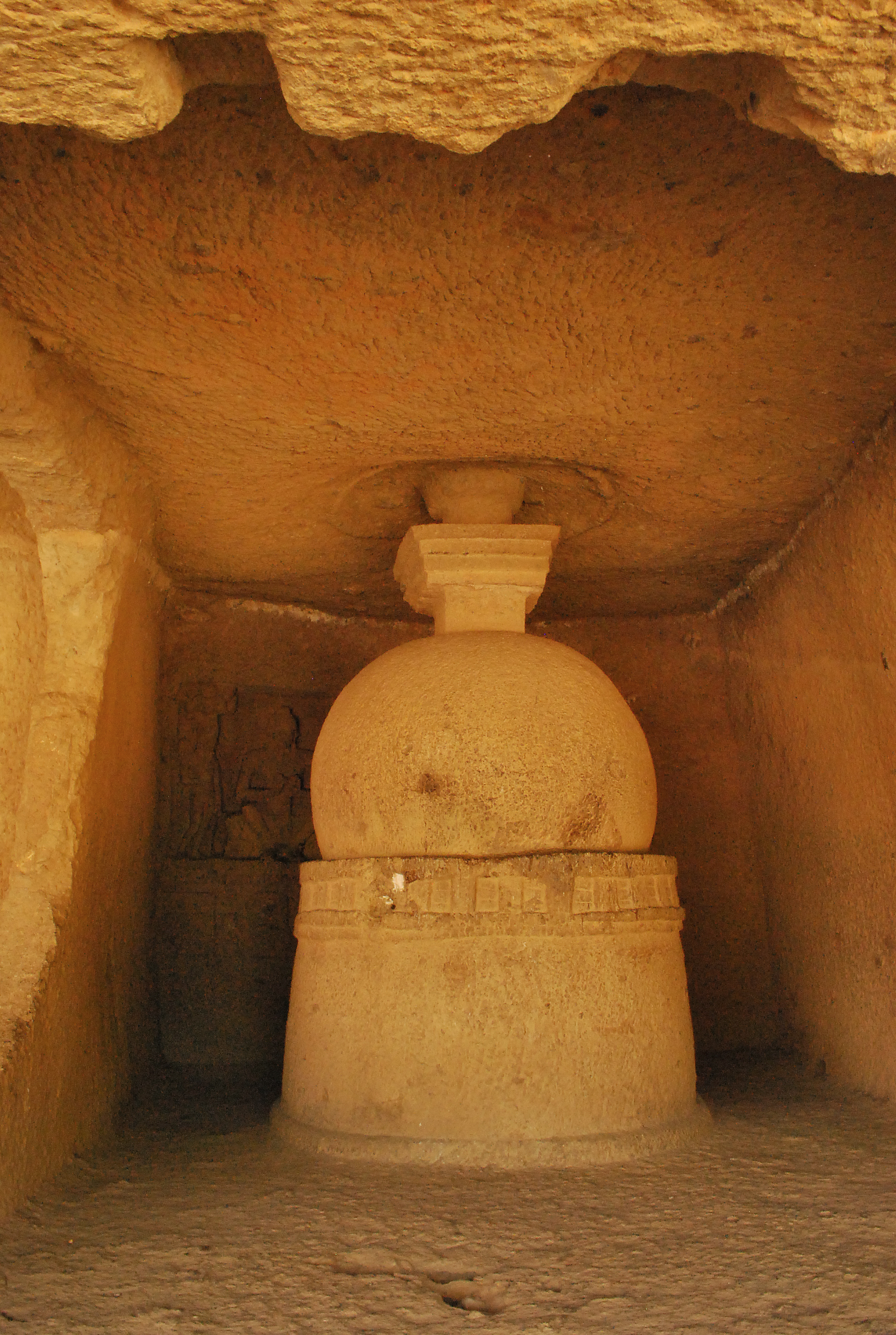
Stupa dans la grotte 2.
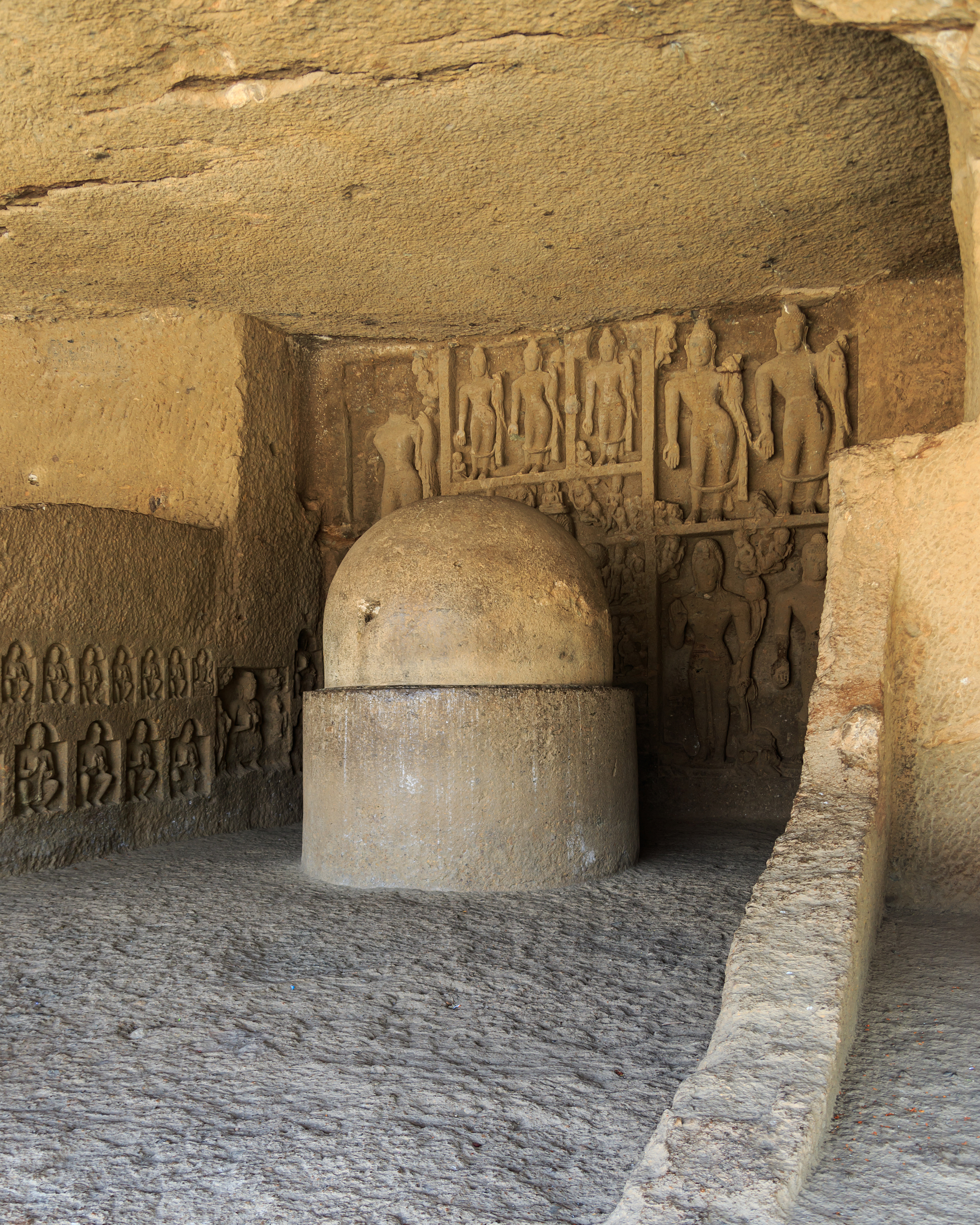
Stupa dans la grotte 2.
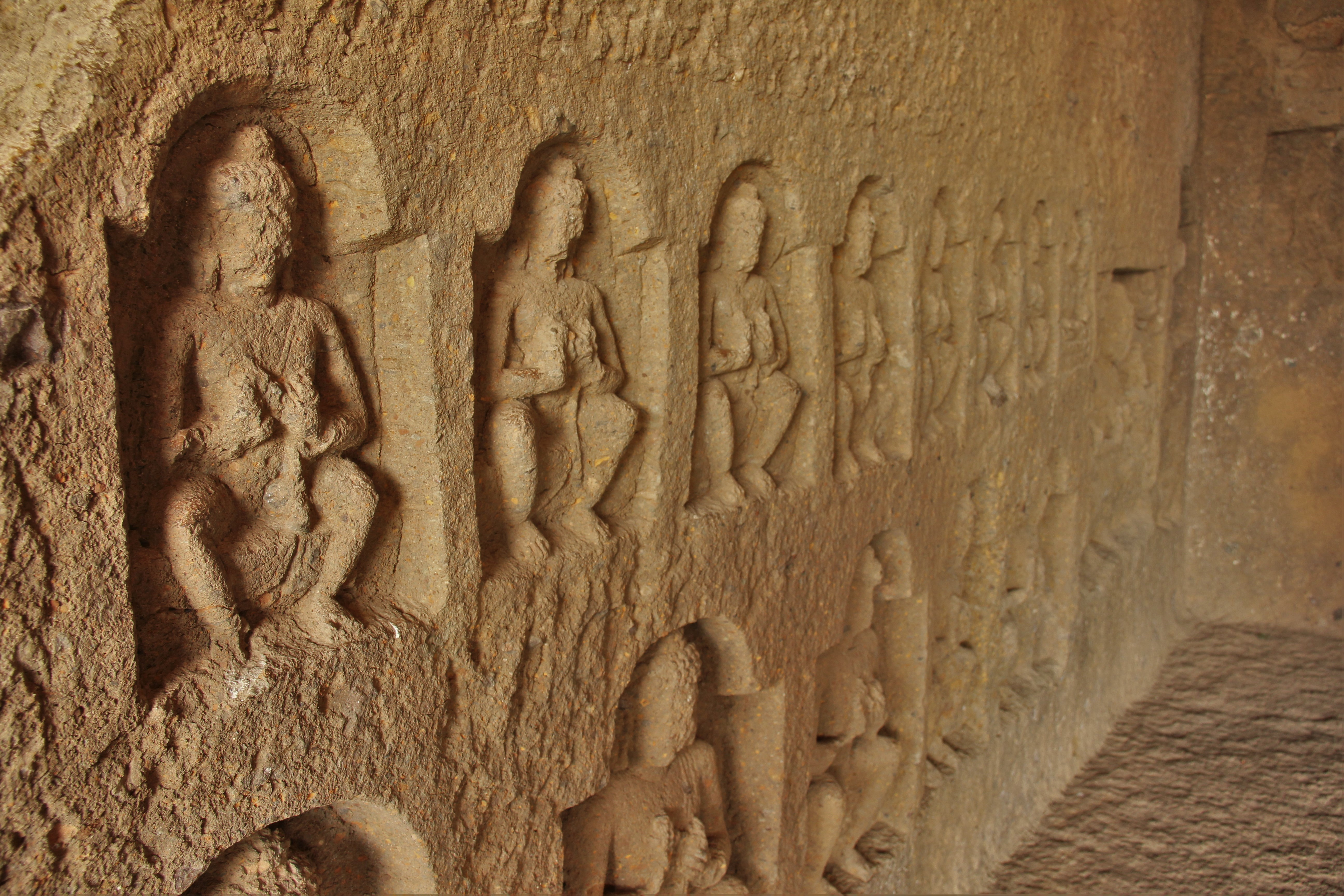
Sculptures dans la grotte 2
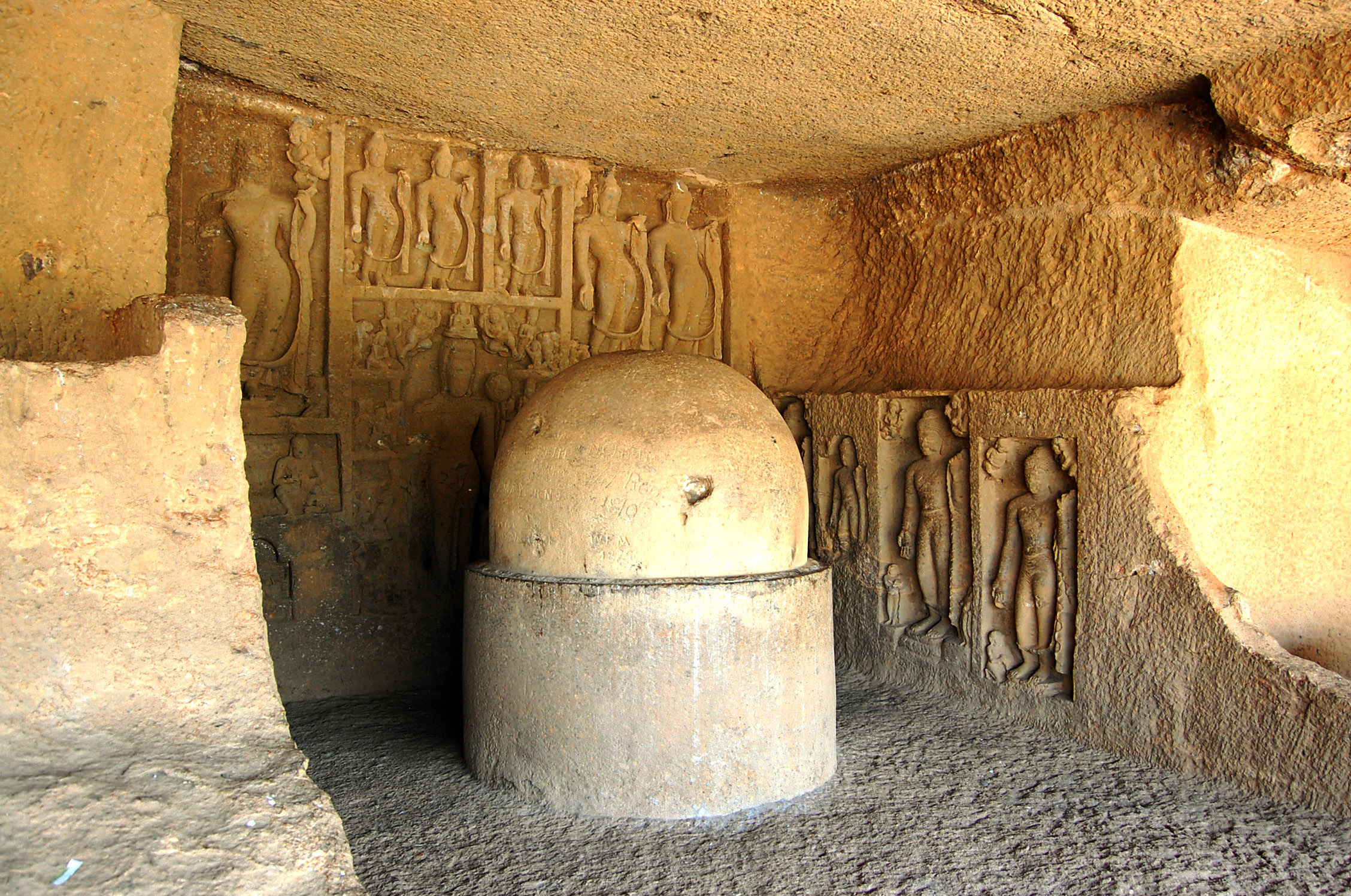
Sculptures dans la grotte 2.
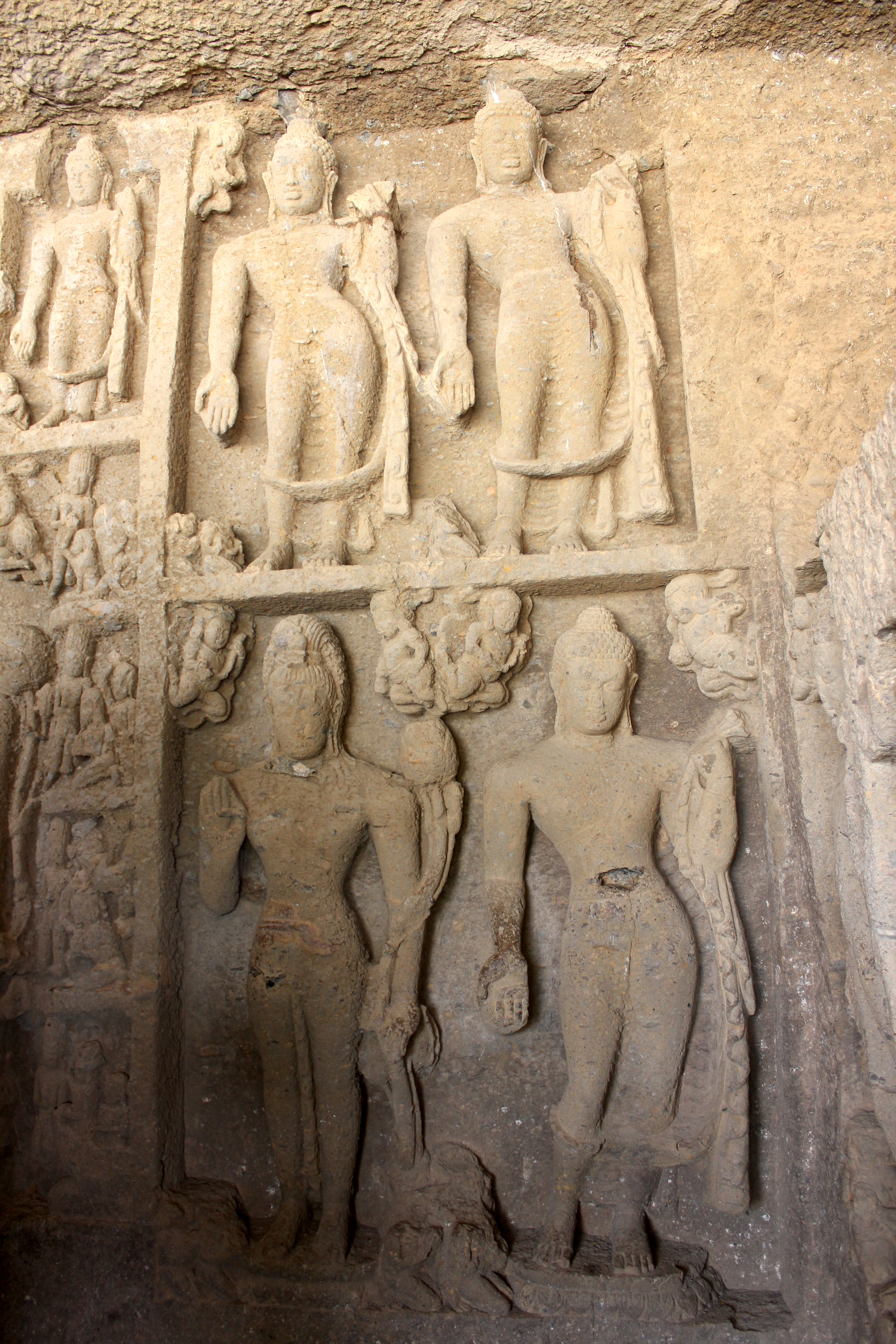
détail de sculptures de la grotte n°2

### Grotte n°3 - Grande Chaitya

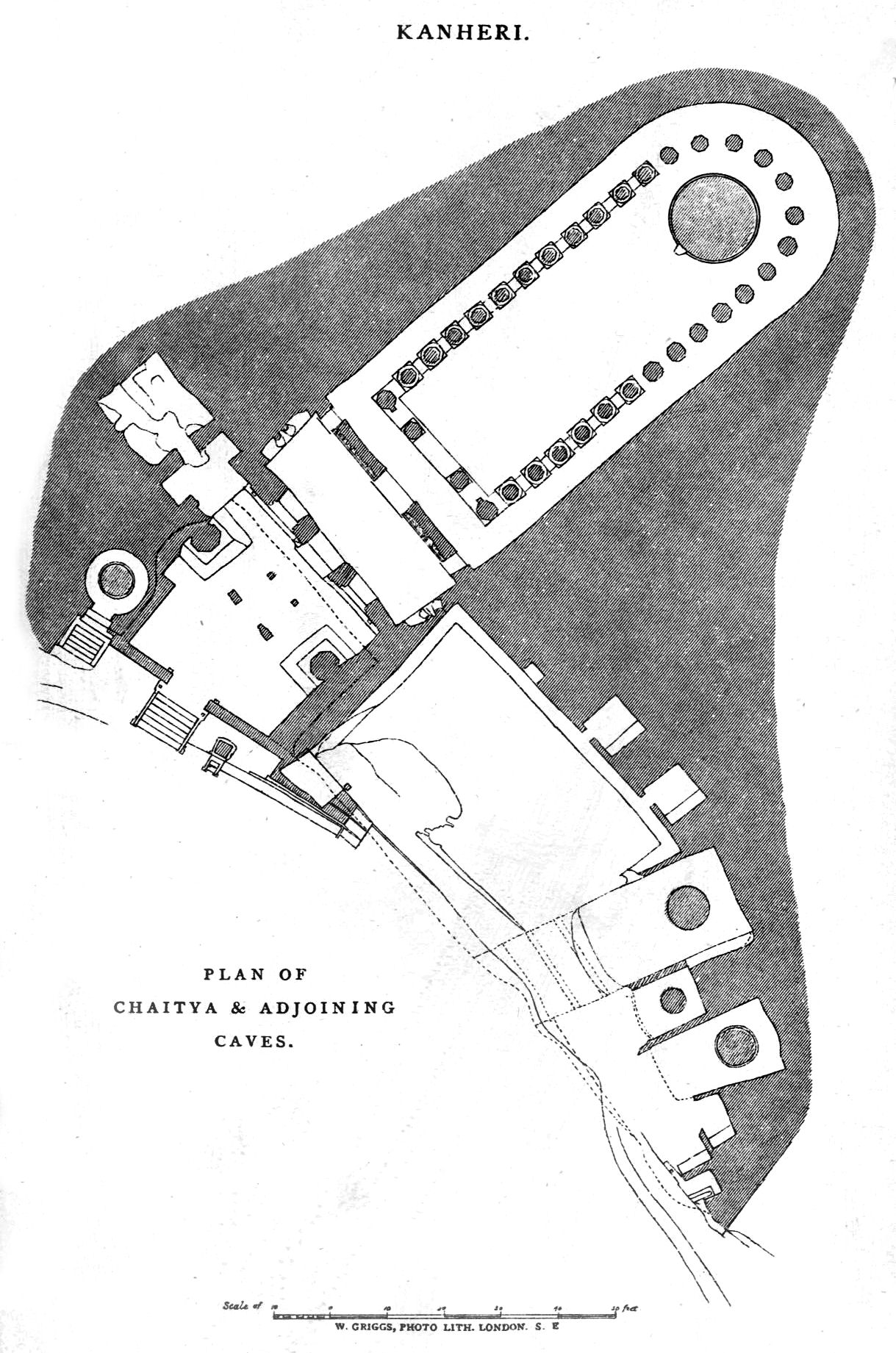
Plan du Grand Chaitya

La grotte n°3 est une Chaitya ou salle de prières, elle comporte une colonnade de 34 piliers et une stupa haute de 5 m, taillés à même la roche. Cette grotte est la plus grande du site, ses dimensions sont de 13 mètres de large pour 28 mètres de profondeur. Elle a été creusée entre le IIe siècle et le VIe siècle. Le porche d'entrée est encadré de deux bouddhas hauts de 7 mètres. 
Sur le montant de l'entrée de la véranda se trouve une inscription de Yajna Sri Satakarni (vers 170 après J.C.), le même dont le nom apparaît dans la grotte n° 81 ; l'inscription étant ici très mutilée, ce n'est qu'avec l'aide d'autrui qu'on peut la déchiffrer. Elle semble cependant faire partie intégrante, et il n'est donc pas improbable que la grotte ait été fouillée sous son règne. 
Datation : D'après le style de l'architecture, on peut affirmer avec certitude que la grotte n°17  des grottes de Nasik est contemporaine, ou presque, du Grand Chaitya de Karli , et que la grotte Nahapana (n° 10)  est tr§s légèrement antérieure à la n°17. La grotte Gautamiputra n°3 leur a succédé après un laps de temps considérable, tandis que tout ce que Yajna Sri Satakarni a pu y faire a dû, bien sûr, avoir été exécuté dans un court intervalle de temps après cela.  
En revanche, quelle que soit sa date, il est certain que le plan de cette grotte de Chaitya est une copie littérale de celui de Karli, mais les détails architecturaux montrent exactement la même différence de style qu'on retrouve entre la grotte 17 et la grotte 3 à Nasik. 

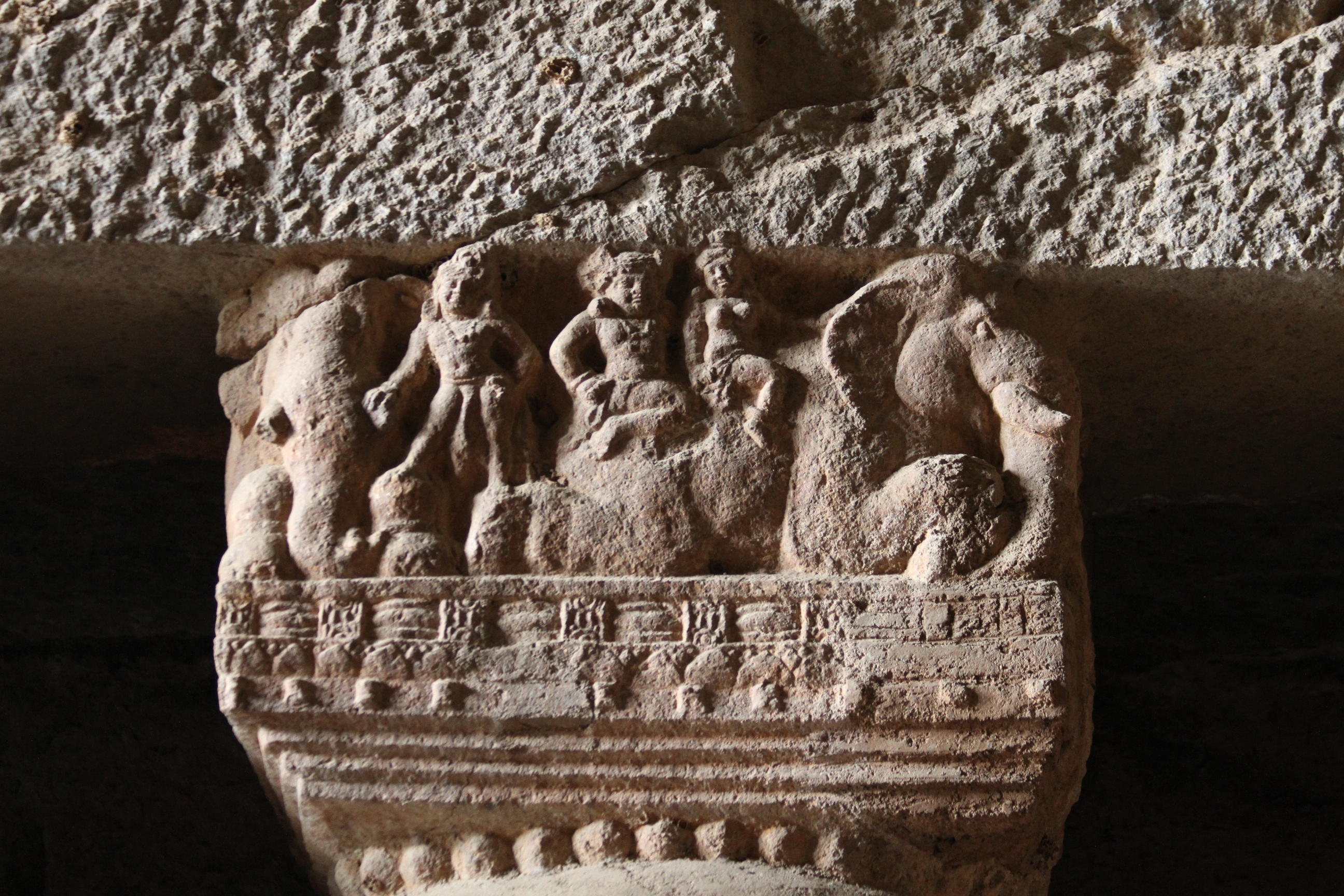
Détail d'un chapiteau

Si, par exemple, nous comparons les chapiteaux de cette grotte avec ceux de Karli, on constate la même dégradation de style que celle observée entre la grotte Nasik n°10 et la grotte Nasik n°3 plus tardive. L'écran également, devant cette grotte, bien que très usé par les intempéries et par conséquent difficile à dessiner, est à peu près du même modèle que celui de la grotte de Gautamiputra à Nasik, et dans sa complication de disques et de formes animales semble presque aussi moderne que celui de la grotte de Gautamiputra à Nasik, ce que l'on peut trouver à Amravati . 
Ce temple mesure 30 mètres de long sur 15 mètres de large d'un mur à l'autre et comporte trente-quatre piliers autour de la nef et du dagoba, seulement 6 d'un côté et onze de l'autre. Les motifs des socles et chapiteaux du Chaitya de la grotte de Karli sont repris, mais pas aussi bien proportionnés ni aussi découpés avec autant de finesse, tandis que quinze piliers autour de l'abside sont des fûts octogonaux simples. Le dagoba est un dagoba très simple, mesurant près de 5 mètres de diamètre, mais son chapiteau est détruit ; il en va de même pour toutes les boiseries du toit voûté. 
L'allée traversant la façade est couverte par une galerie sous la grande fenêtre cintrée, et probablement la partie centrale de la véranda devant était également couverte, mais en bois.  
Aux extrémités de cette véranda se trouvent deux figures colossales de Bouddha, mesurant environ 7 mètres de haut, mais celles-ci semblent être considérablement plus récentes que la grotte elle-même. 

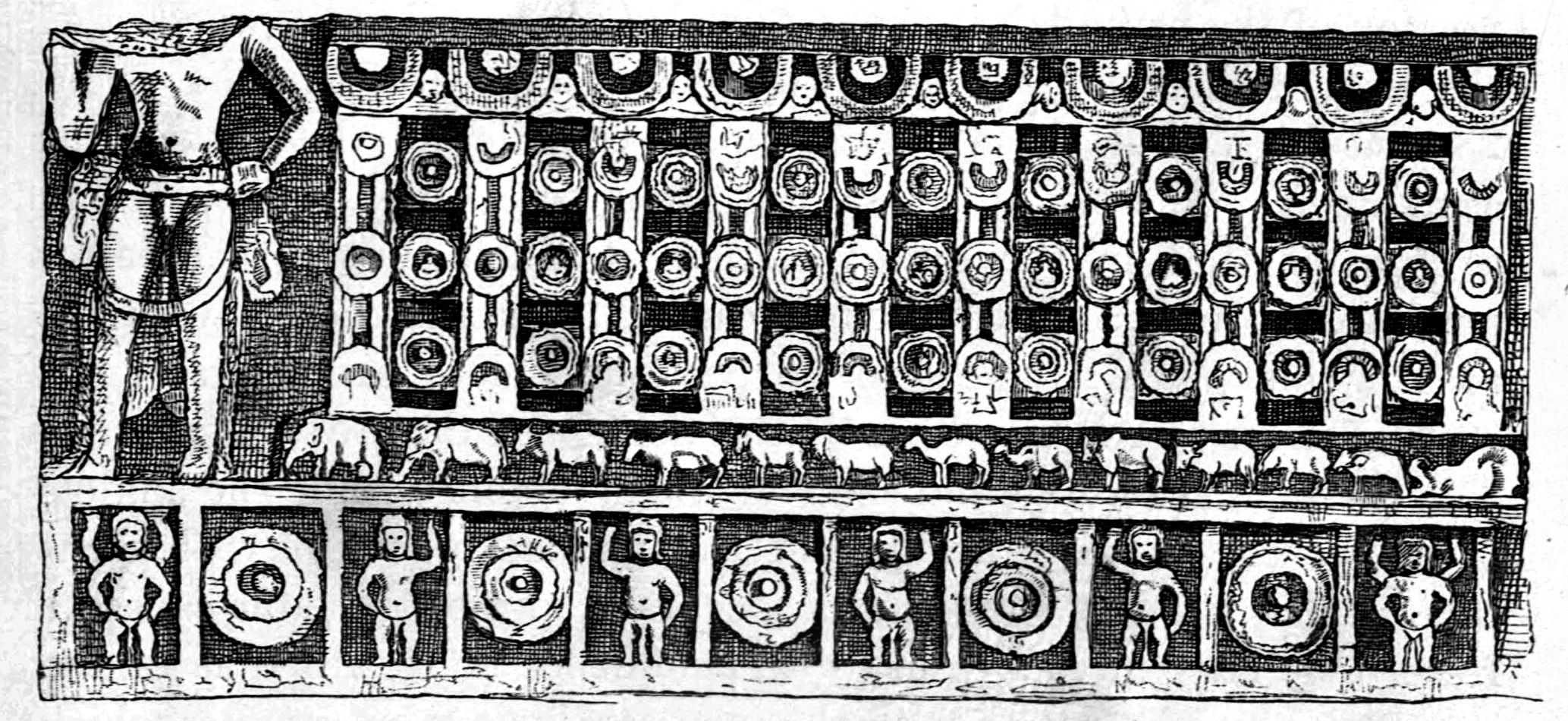
Ecran devant la grotte n°3

La sculpture sur le mur de l'écran avant est apparemment une copie de celle qui se trouve au même endroit à Karli, mais cette fois-ci, mieux exécutée. En effet, ce sont les figures les mieux sculptées de ces grottes ; la roche de cet endroit se trouve bénéficier d'un grain particulièrement fin, et le style vestimentaire des personnages est celui de l'époque des grands Satakarnis. Les boucles d'oreilles sont lourdes et certaines sont oblongues, tandis que les bracelets de cheville des femmes sont très lourds et les turbans travaillés avec beaucoup de soin. Ce style vestimentaire n’apparaît dans aucune des grottes ou fresques ultérieures. On peut les considérer avec certitude comme datant de l'âge de la grotte. Ce n'est pas le cas des images situées au-dessus d'elles, parmi lesquelles plusieurs figures de Bouddha et deux figures debout du bodhisattva Avalokiteswara , qui pourraient toutes appartenir à une période ultérieure. Il en va de même pour la figure de Bouddha sur le mur avant à l'extrémité gauche de la véranda, sous laquelle se trouve une inscription contenant le nom de Buddhaghosha, en lettres datant d'environ le VIe siècle. 

La véranda a deux piliers à l'avant, et l'écran au-dessus d'eux est soutenu par cinq ouvertures au-dessus. Dans le côté gauche de la cour se trouvent deux pièces, l'une entrant par l'autre, mais évidemment postérieures à la grotte. L'extérieur contient de nombreuses sculptures. De chaque côté du terrain se trouve un pilier attenant ; au sommet de celle du côté ouest se trouvent quatre lions, comme à Karle ; de l'autre, trois grosses figures trapues semblables à celles du pilier de la cour de la grotte de Jaina, connue sous le nom d'Indra Sabha, à Ellora ; ceux-ci supportaient probablement une roue. Devant la véranda se trouve un porche en bois. 

Grande Chaitya (Grotte n°3)
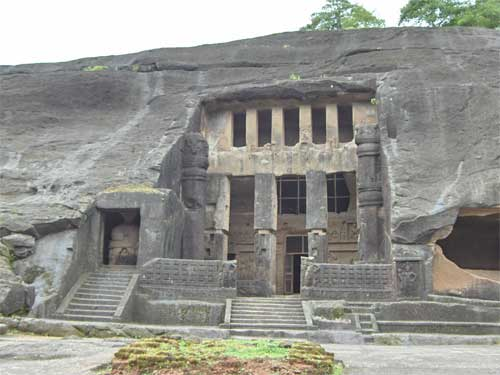
Extérieur du Grand Chaitya.
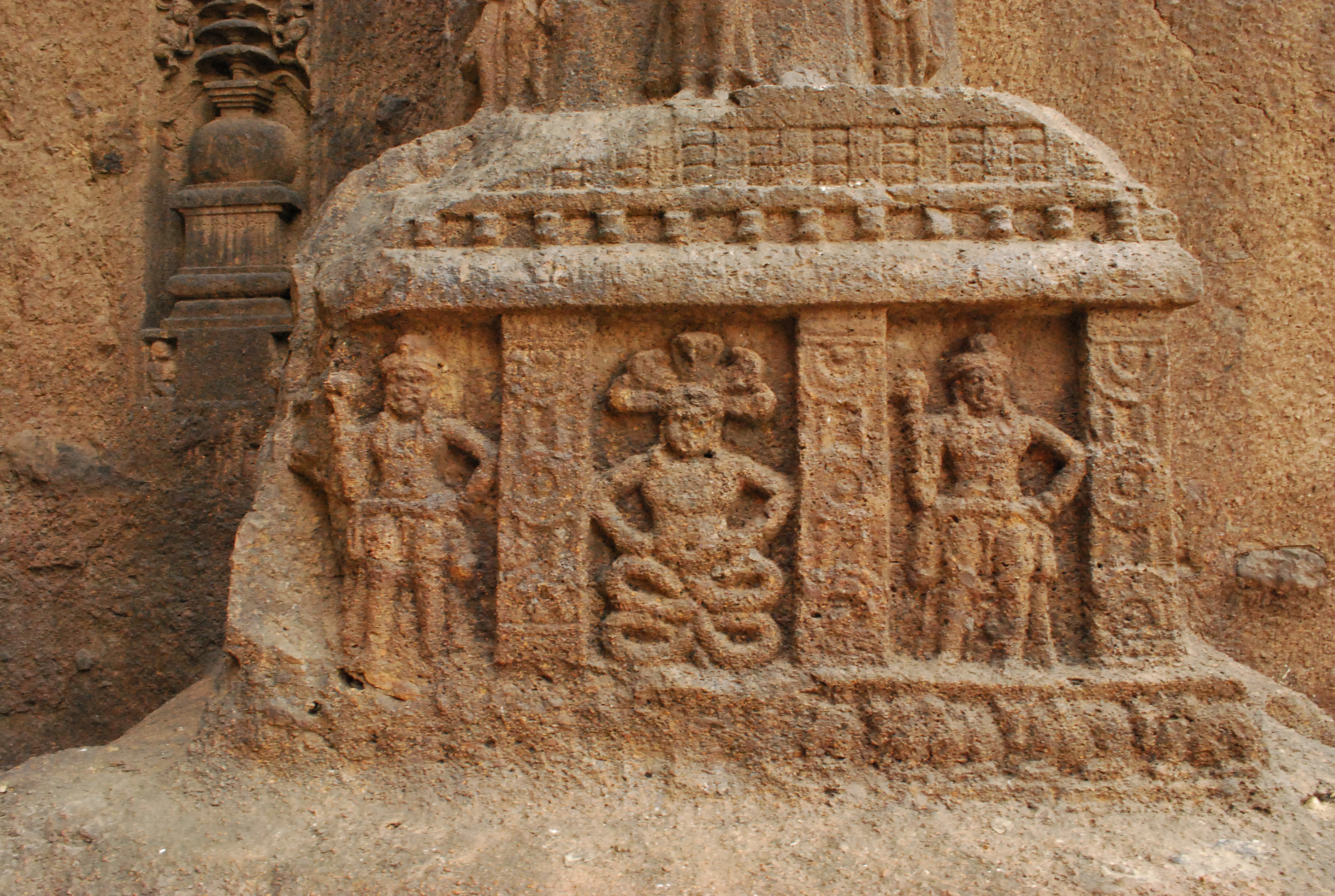
Bas du pilier droit avant la véranda.
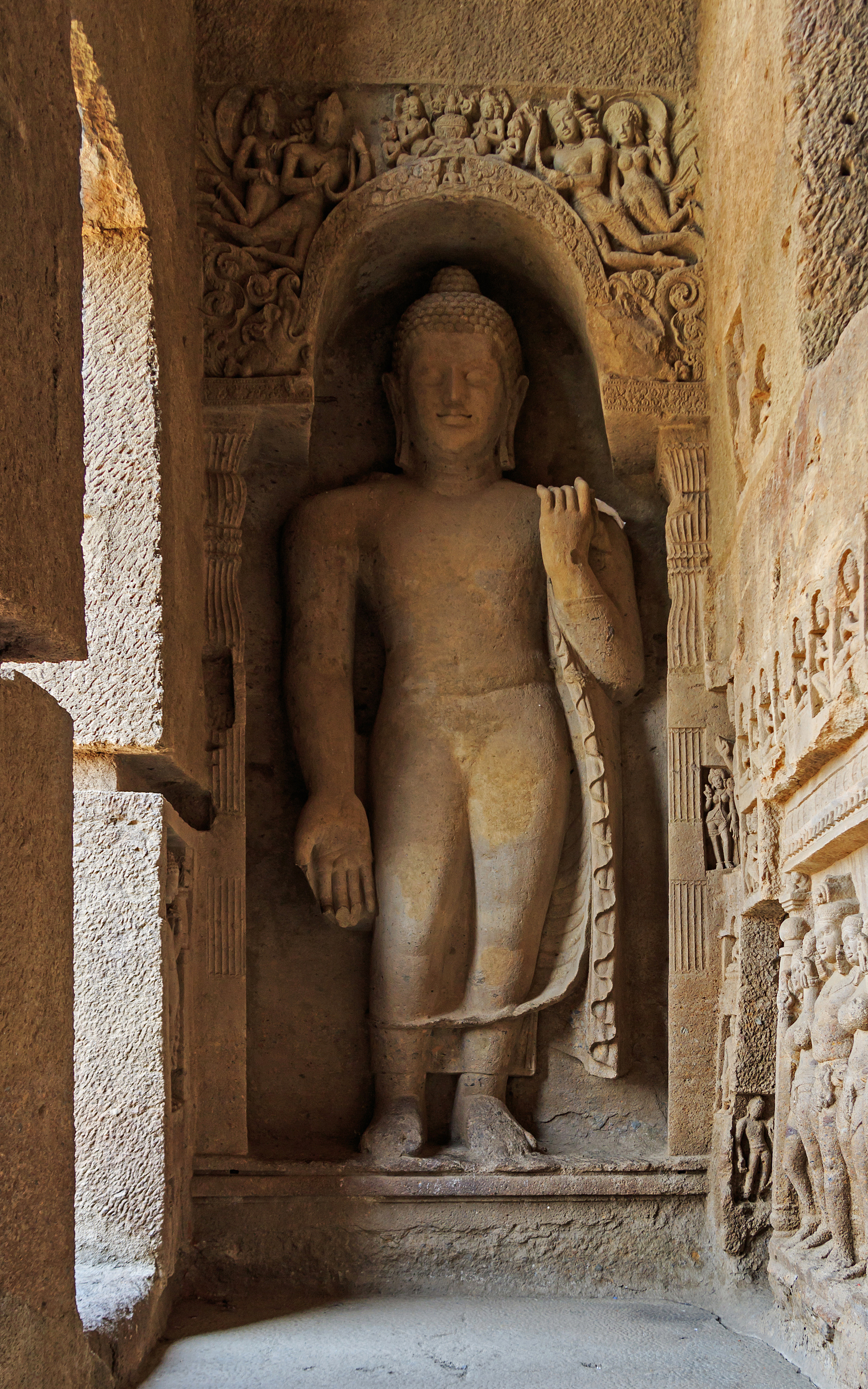
Statue de Bouddha à l'entrée.
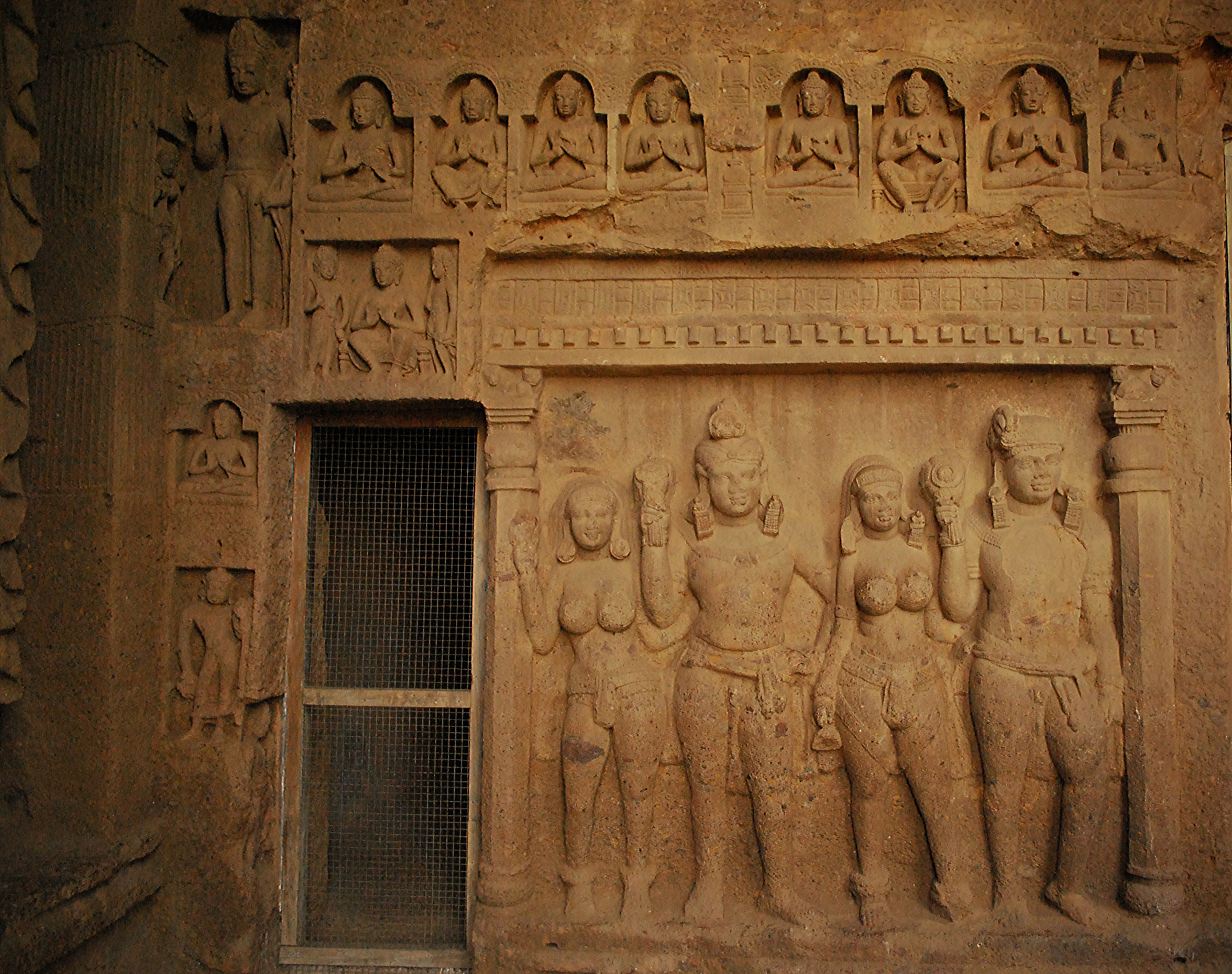
Sculptures dans la Grande Chaitya (véranda).
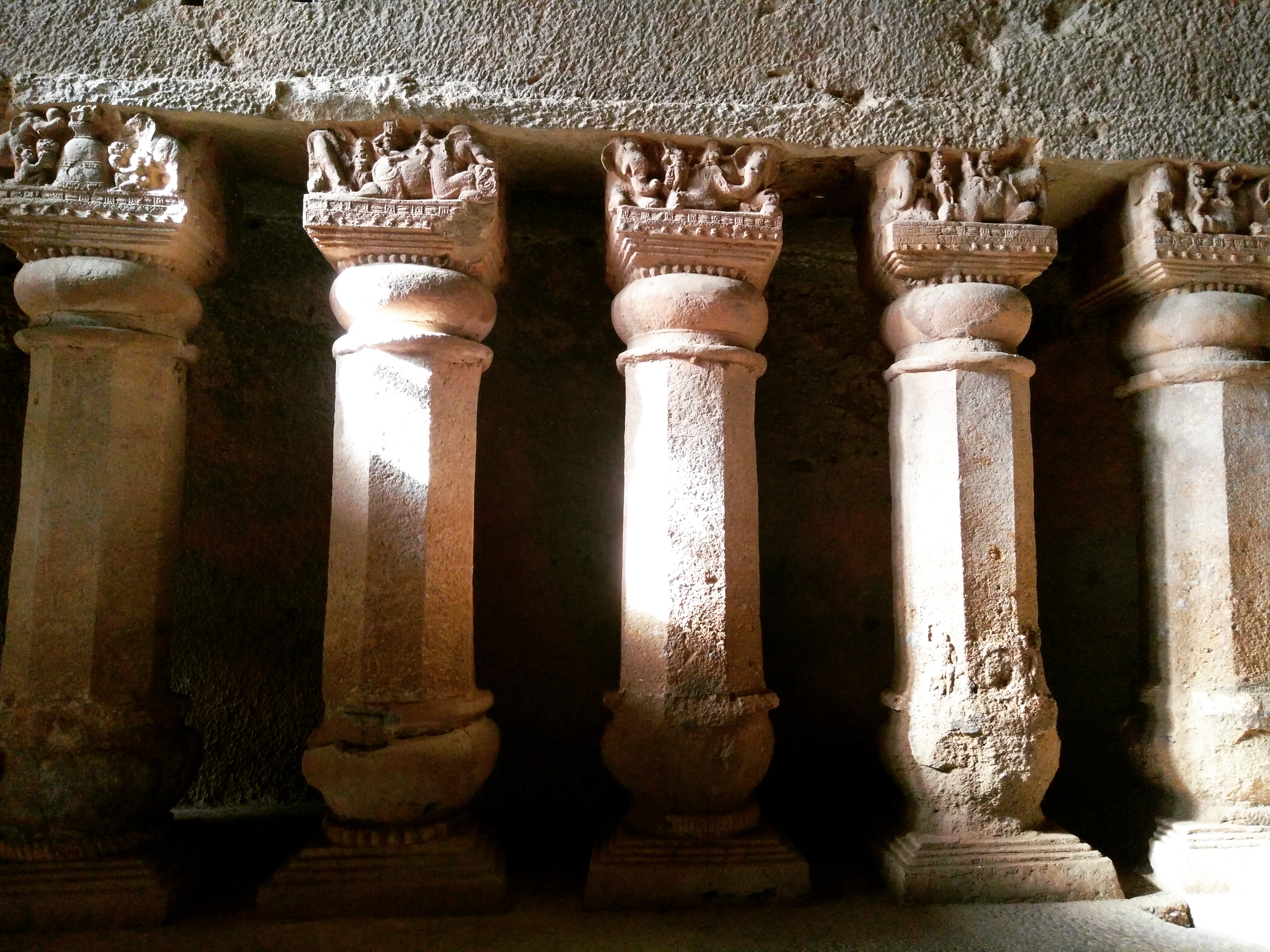
Piliers du Grand Chaitya.

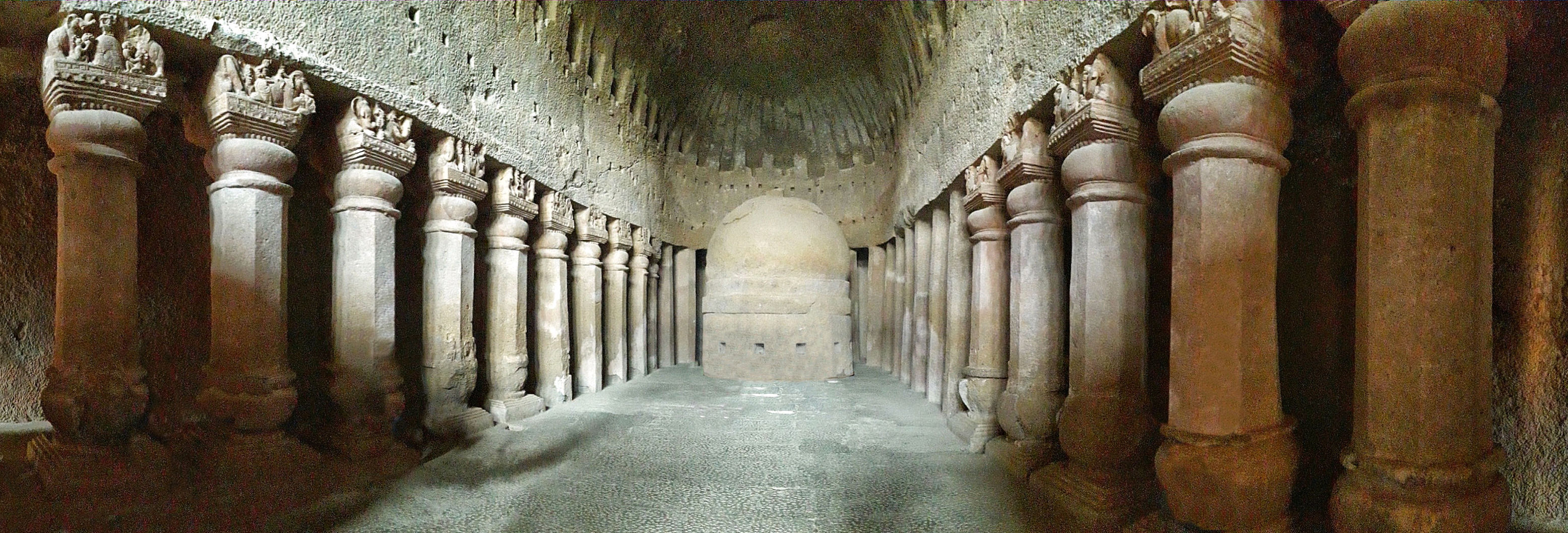
Grand panorama de la salle Chaitya. Une imitation légèrement tardive du Grand Chaitya des grottes de Karli.

### Grotte n°4
A gauche de la cour du Grand Chaitya se trouve une petite cellule circulaire contenant un solide Dagoba , de par sa position presque certainement d'une date plus ancienne que cette grotte. A droite de la cour du Grand Chaitya se trouve la grotte n°2. Ces deux grottes sont probablement plus anciennes que la grotte de Chaitya, qui semble avoir été insérée plus tard entre ces deux grottes. Sur le rocher entourant le dagoba se trouvent des sculptures de Bouddha, une litanie, etc., mais toutes celles-ci sont probablement de date ultérieure. 

Grotte n°4
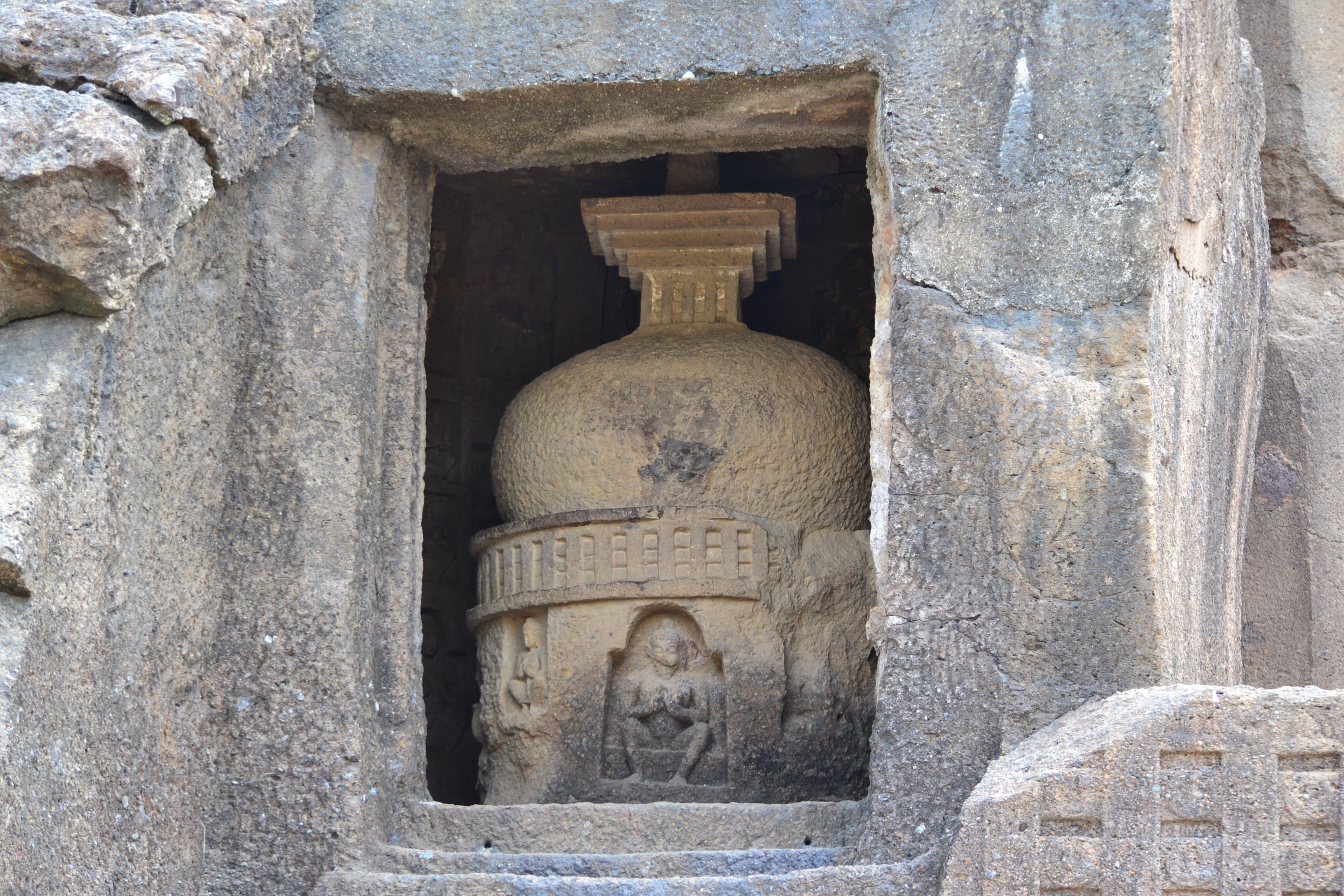
Stupa de la grotte n°4
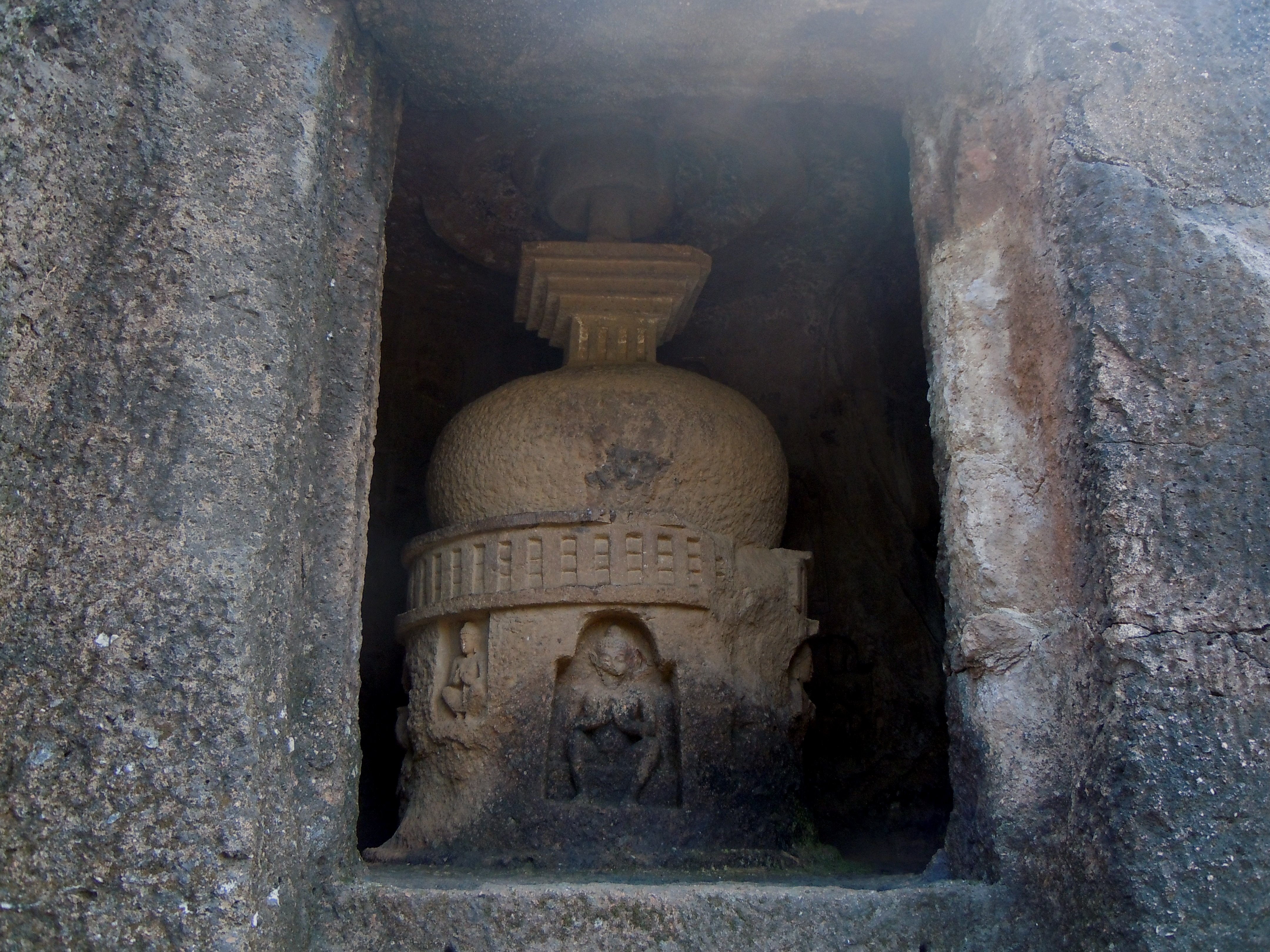
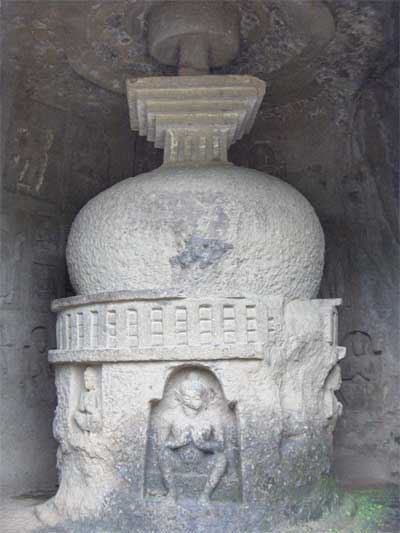
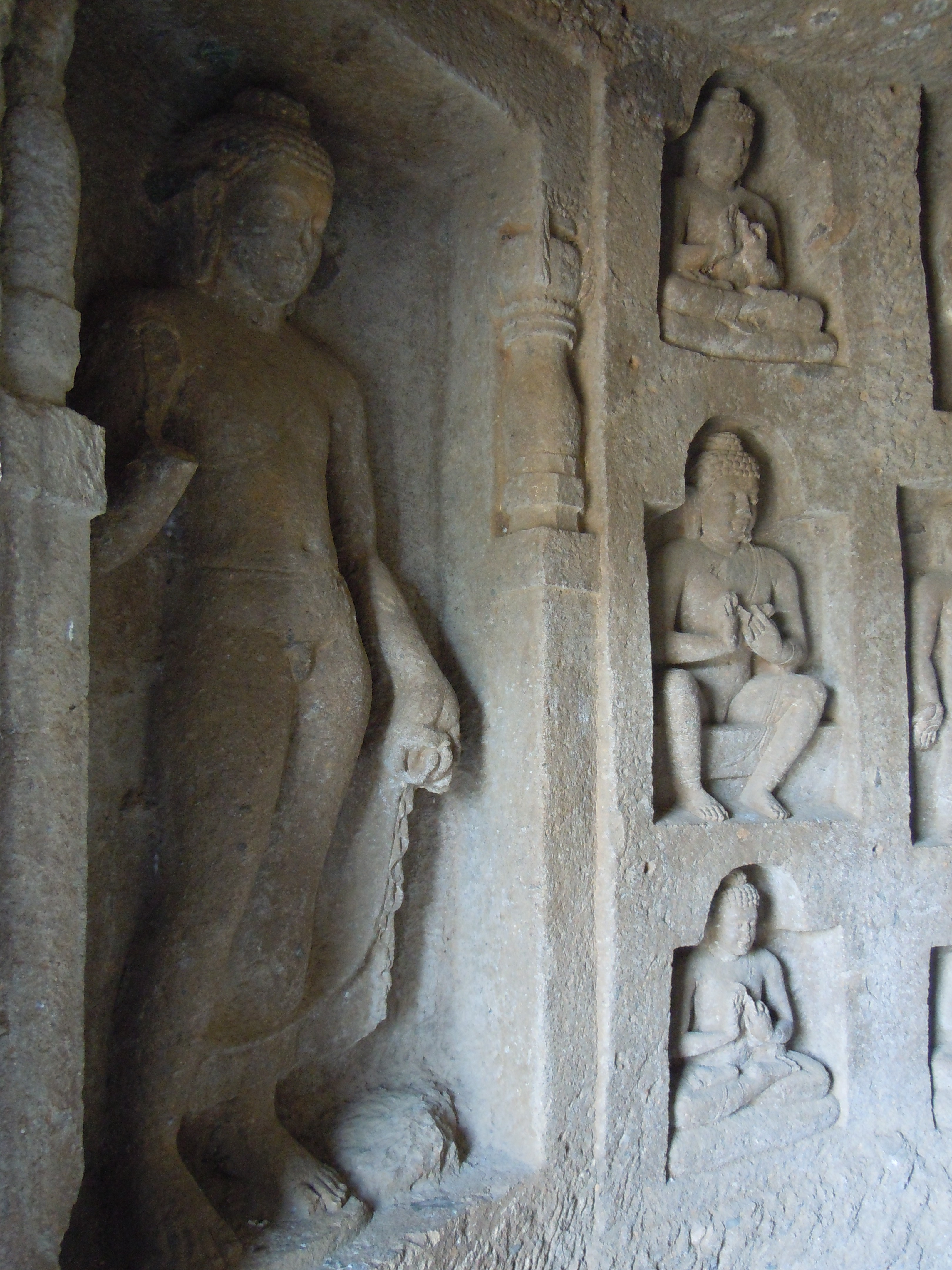

### Grotte n° 5 et grotte n° 6
Ce ne sont pas vraiment des grottes mais plutôt des citernes d’eau. Il y a une inscription importante au-dessus de celles-ci (n° 16 de Gokhale) mentionnant qu'elles ont été offertes par un ministre nommé Sateraka. L'inscription mentionne également la reine de Vashishtiputra Satakarni (130-160 CE), comme descendante de la race de la dynastie Karddamaka des satrapes occidentaux, et étant la fille du dirigeant satrape occidental Rudradaman . 
"De la reine... de l'illustre Satakarni Vasishthiputra , descendante de la race des rois Karddamaka, (et) fille du Mahakshatrapa Ru(dra)....... .........du ministre de confiance Sateraka, une citerne d'eau, le cadeau méritoire.— Inscription Kanheri de la fille de Rudradaman I.

### Grotte n°11 - Grotte de Darbar

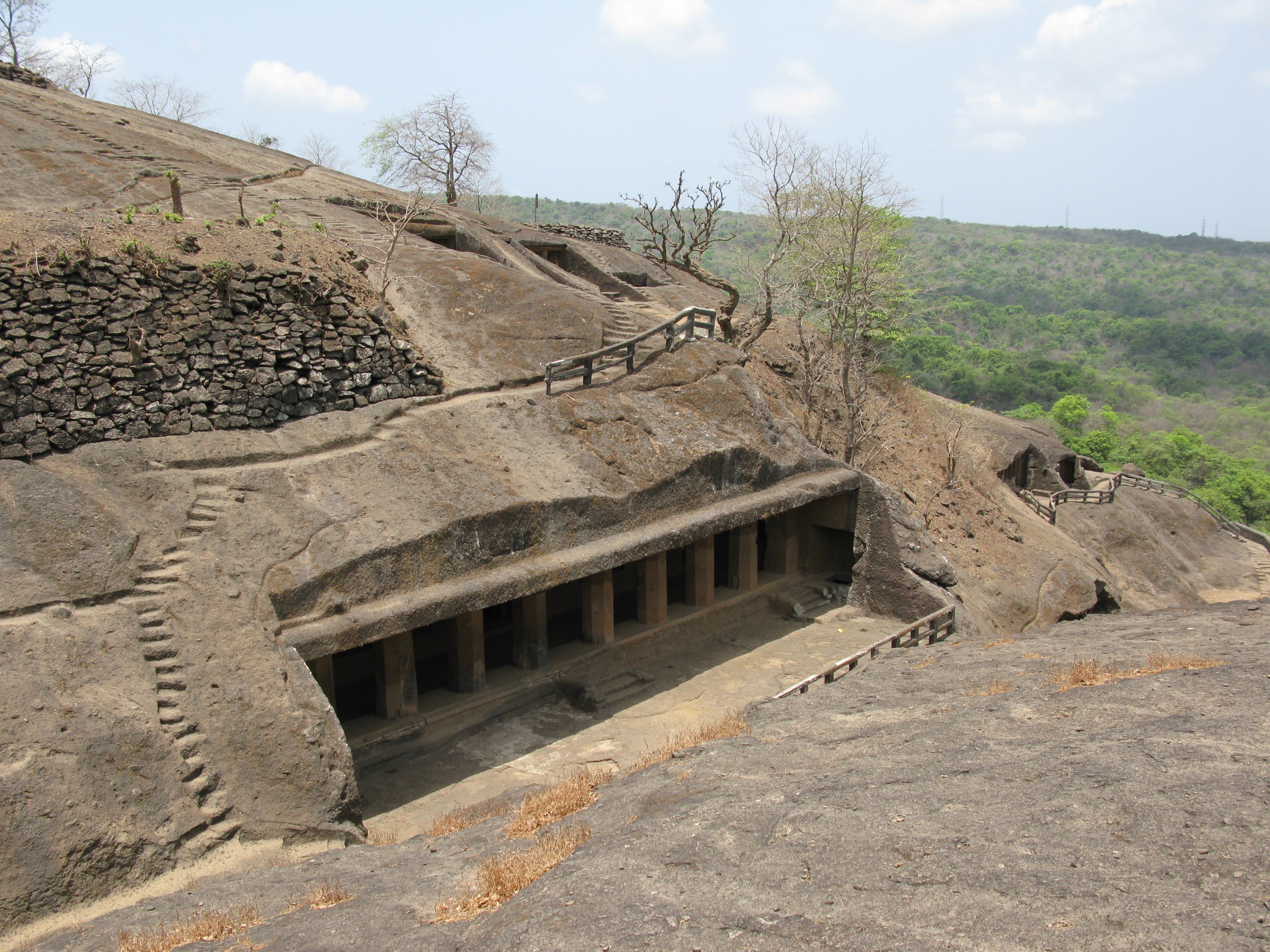
Extérieur de la grotte de Darbar

Au nord-est de la grande grotte de Chaitya, dans un vallon ou ravin formé par un torrent, se trouve une grotte portant le nom grotte du Maharaja ou grotte de Darbar, qui est la plus grande de la classe du groupe, après la grotte de Chaitya. Ce n'est pas un Vihara au sens ordinaire du terme, bien qu'il comporte quelques cellules, mais un Dharmasala ou lieu de rassemblement, et c'est la seule grotte connue - à ce jour - qui nous permet de réaliser les arrangements de la grande salle érigée par Ajatashatru, devant la grotte Sattapanni à Rajagriha, pour accueillir la première convocation tenue immédiatement après la mort de Bouddha.
D'après le Mahawanso « Ayant perfectionné cette salle à tous égards, il y fit étendre de précieux tapis, correspondant au nombre de prêtres (500), afin qu'étant assis du côté nord, le sud puisse être tourné vers le sud ; l'inestimable prééminent Le trône du grand prêtre y était placé. Au centre de la salle, face à l'est, la chaire de prédication exaltée, digne de la divinité elle-même, était érigée. 

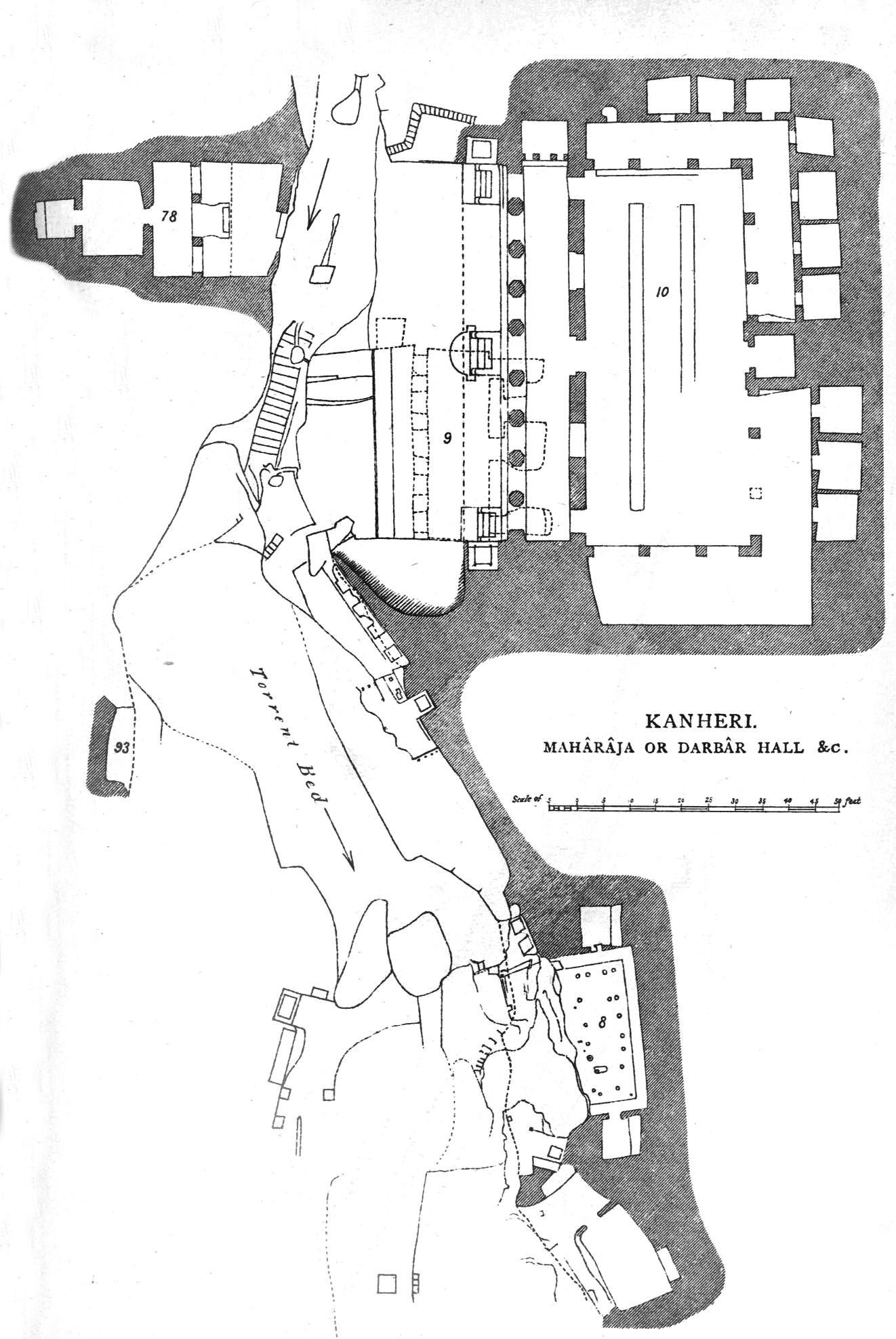
Plan de la grotte n°11

Le plan de la grotte montre que le sanctuaire en saillie occupe précisément la position du trône du Président dans la description ci-dessus. Dans la grotte, elle est occupée par une figure de Bouddha sur un simhasana, avec Padmapāṇi et un autre serviteur ou porteurs de chaur. C'est pourtant exactement ce à quoi on pouvait s'attendre plus de mille ans après la première convocation, et lorsque le culte des images de Bouddha eut remplacé les formes plus pures qui prévalaient à l'origine. Il est facile de comprendre qu'au VIe siècle, lorsque cette grotte fut probablement fouillée, la « divinité actuelle » serait considérée comme le dirigeant sanctifiant de toute assemblée, et son représentant humain prendrait place devant l'image. 

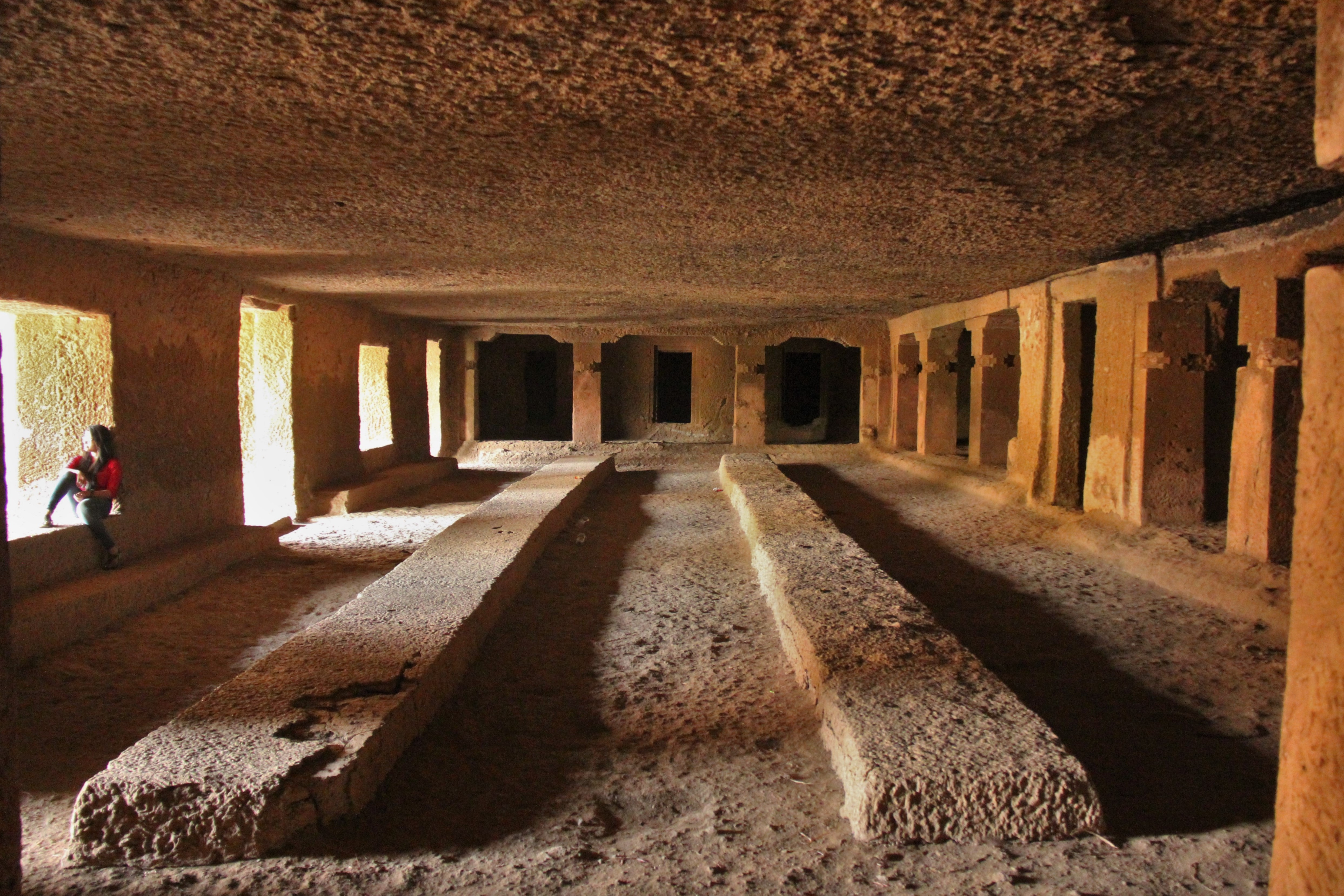
Grande salle de la grotte n°11

Dans la partie inférieure de la salle, où il n'y a pas de cellules, se trouve un espace simple, admirablement adapté à la chaire du prêtre qui lisait le Bāṇabhaṭṭa à l'assemblée. Le centre de la salle, mesurant 30 mètres sur 15, pouvait, selon les calculs actuels, accueillir de 400 à 500 personnes, mais était évidemment destiné à une congrégation beaucoup plus petite. Seuls deux bancs de pierre sont prévus (qui ne peuvent eux-mêmes asseoir 100 personnes). Quoi qu'il en soit, il semble que cette grotte n'est pas un Vihara au sens ordinaire du terme, mais un Dharmasala ou lieu de rassemblement comme la Grotte de Nagarjuni. 
Il existe ici une certaine confusion entre les côtés nord et sud de la salle, mais cela n'affecte en rien la position du dirigeant par rapport au prédicateur. D’après ce que nous savons, il semble que l'entrée de la salle se ferait par le nord et le trône du dirigeant lui ferait naturellement face. 
Il y a deux inscriptions dans cette grotte, mais aucune ne semble correspondre au lieu décrit ci-dessus, si l'on peut se fier aux caractéristiques architecturales, bien que l'ensemble de la grotte soit si simple et sans ornements que ce témoignage n'est pas très distinct. Les piliers de la véranda sont de simples octogones sans base ni chapiteau, et peuvent être de n'importe quelle époque. À l'intérieur, les piliers sont carrés au-dessus et au-dessous, avec des moulures circulaires incisées, se transformant au centre en une ceinture à 16 côtés ou cannelures, et avec des chapiteaux à consoles simples. Leur style est celui du temple Viswakarma à Ellora , et plus nettement encore celui des Chaori de la passe de Mokundra. Une inscription de l'Empire Gupta a été retrouvée dernièrement dans cette dernière, limitant sa date au Ve siècle, qui est probablement celle de la grotte de Yiswakarma, de sorte que cette grotte ne peut guère être beaucoup plus récente. L’âge de cette grotte n’est cependant pas aussi important que son utilisation. Elle semble jeter un éclairage nouveau sur les aménagements de nombreuses grottes bouddhiques, dont l’appropriation était jusqu’ici difficile à comprendre. 

### Grotte 41

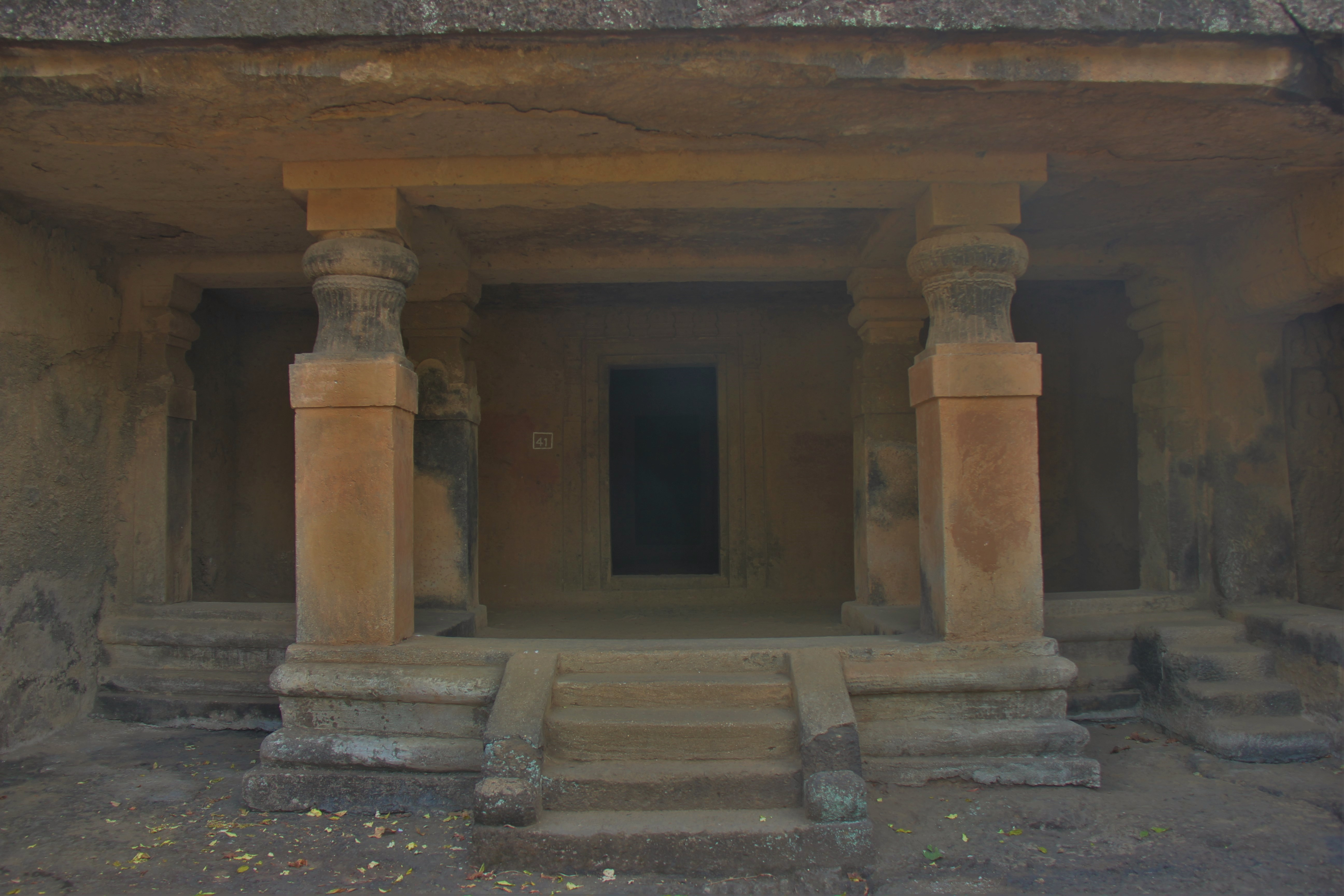
Grotte n°41

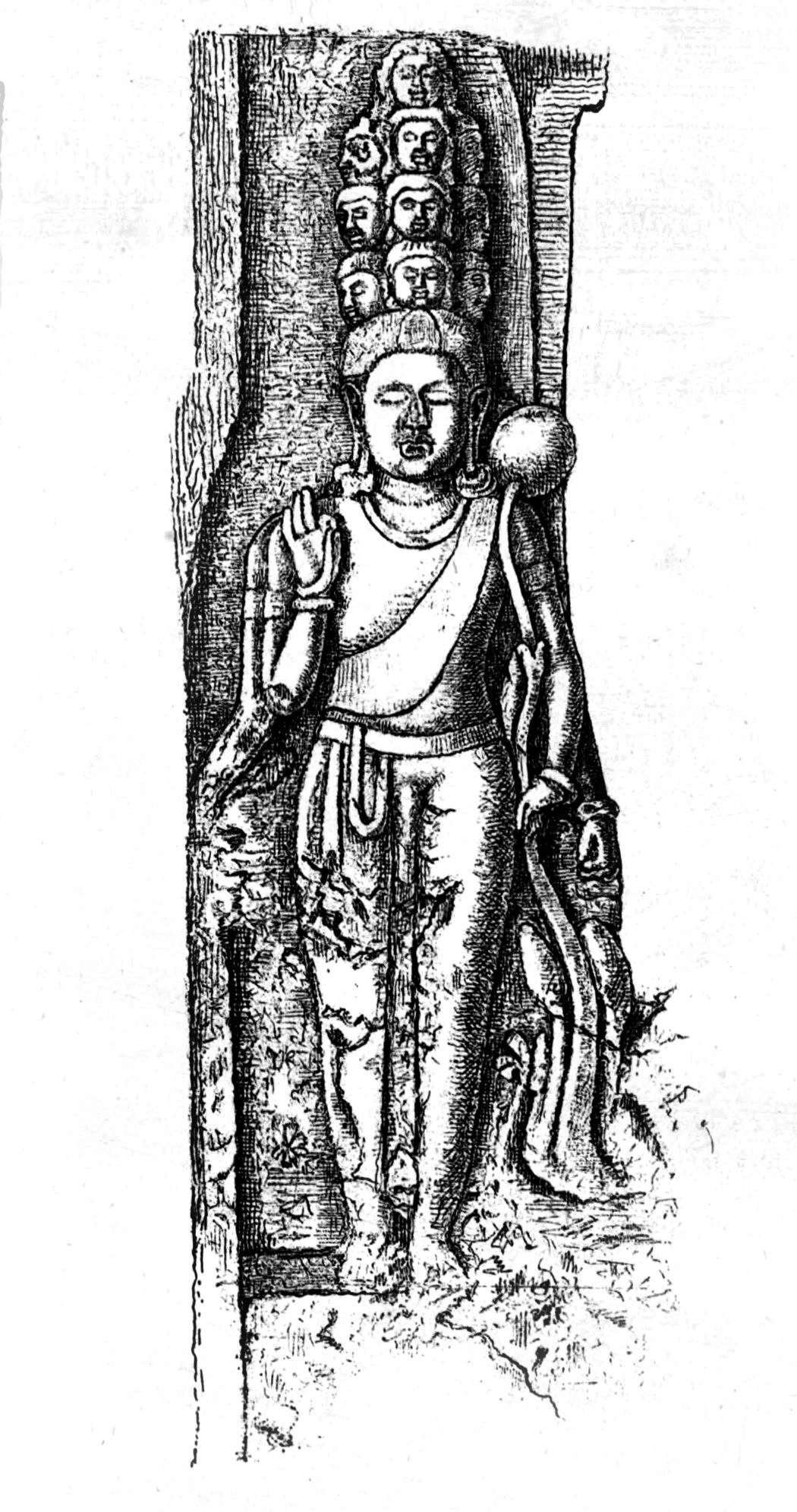
Kanheri Avalokitesvara avec 10 têtes, grotte 41.

Un peu plus haut se trouve un vihara avec un grand porche avancé soutenu par des piliers de type Elephanta à l'avant et par des piliers carrés à l'arrière, comme dans la grotte 15 d'Ajanta . La porte du hall est entourée de moulures et sur le mur du fond se trouvent des restes de fresques de plusieurs bouddhas. Dans le sanctuaire se trouve une image, et de petites images sont sculptées dans les parois latérales, dans lesquelles se trouvent également deux cellules. Dans un grand renfoncement à droite du porche se trouve une figure de Bouddha assis, et à sa gauche se trouve Padmapāṇi ou Sahasra bahu lokeswara , avec dix têtes supplémentaires empilées sur la sienne ; et de l'autre côté de la chambre se trouve la litanie avec quatre compartiments de chaque côté. Il s'agit d'une grotte plus récente. 

### Grotte 90

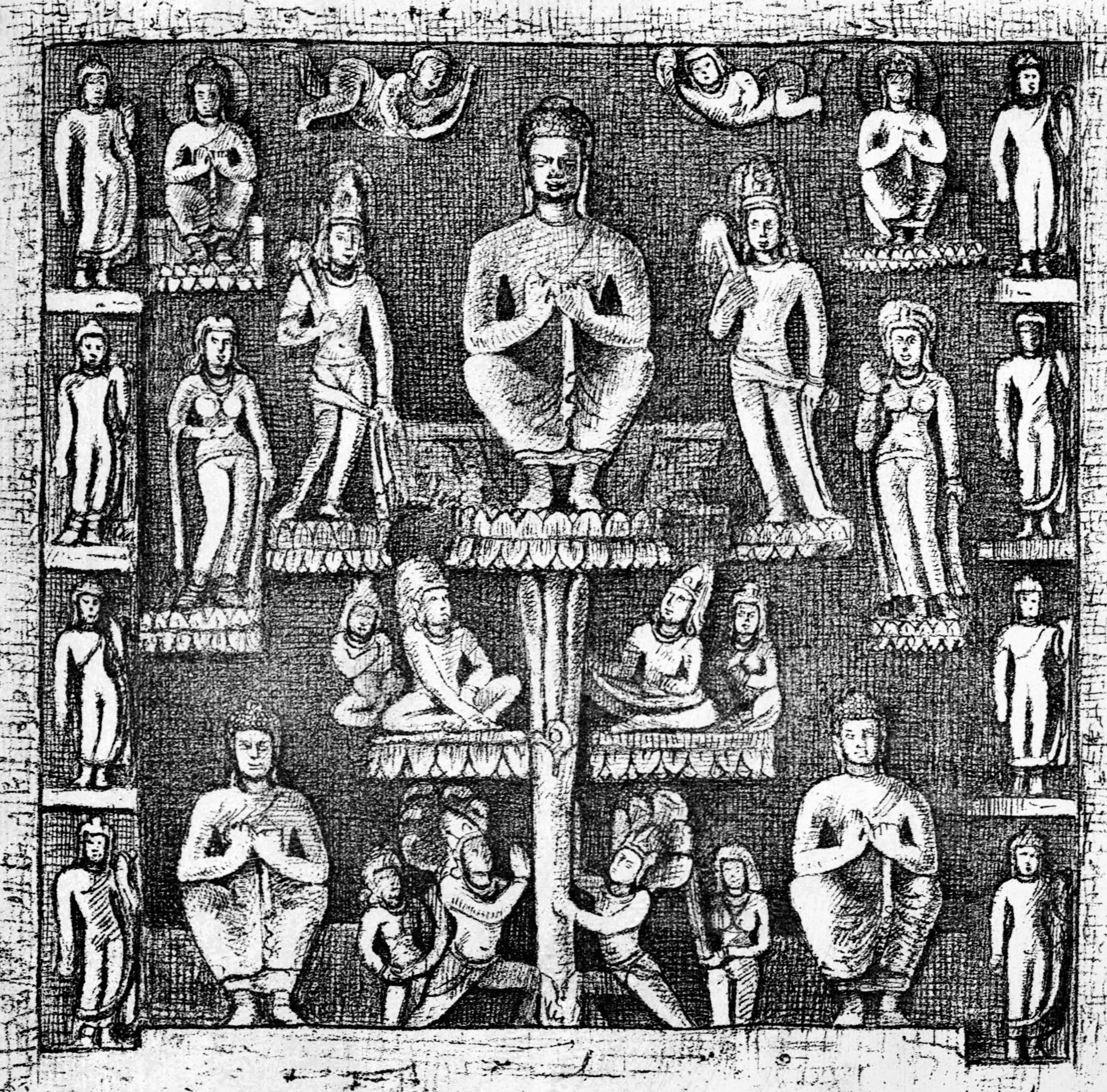
Le Bouddha à Padmasana avec ses serviteurs, Grotte 90.

Dans la grotte n°90 se trouve un groupe similaire représentant Bouddha assis sur le Padmasana, sur un trône de lotus, soutenu par deux personnages coiffés de capuchons de serpent et entouré de serviteurs de la manière employée dans les sculptures Mahayana d'un âge postérieur à celui habituellement employé dans ces grottes. Il y a dans celle-ci plus de figures qu'on n'en trouve généralement sur ces compositions, mais elles se ressemblent toutes beaucoup dans leurs caractéristiques générales. 

Au-dessus de la citerne et sur les pilastres de la véranda se trouvent des inscriptions qui, à première vue, semblent être sous forme de tableau et en caractères qu'on ne rencontre nulle part ailleurs ; ils sont à Pahlavi. 

Grotte n° 90
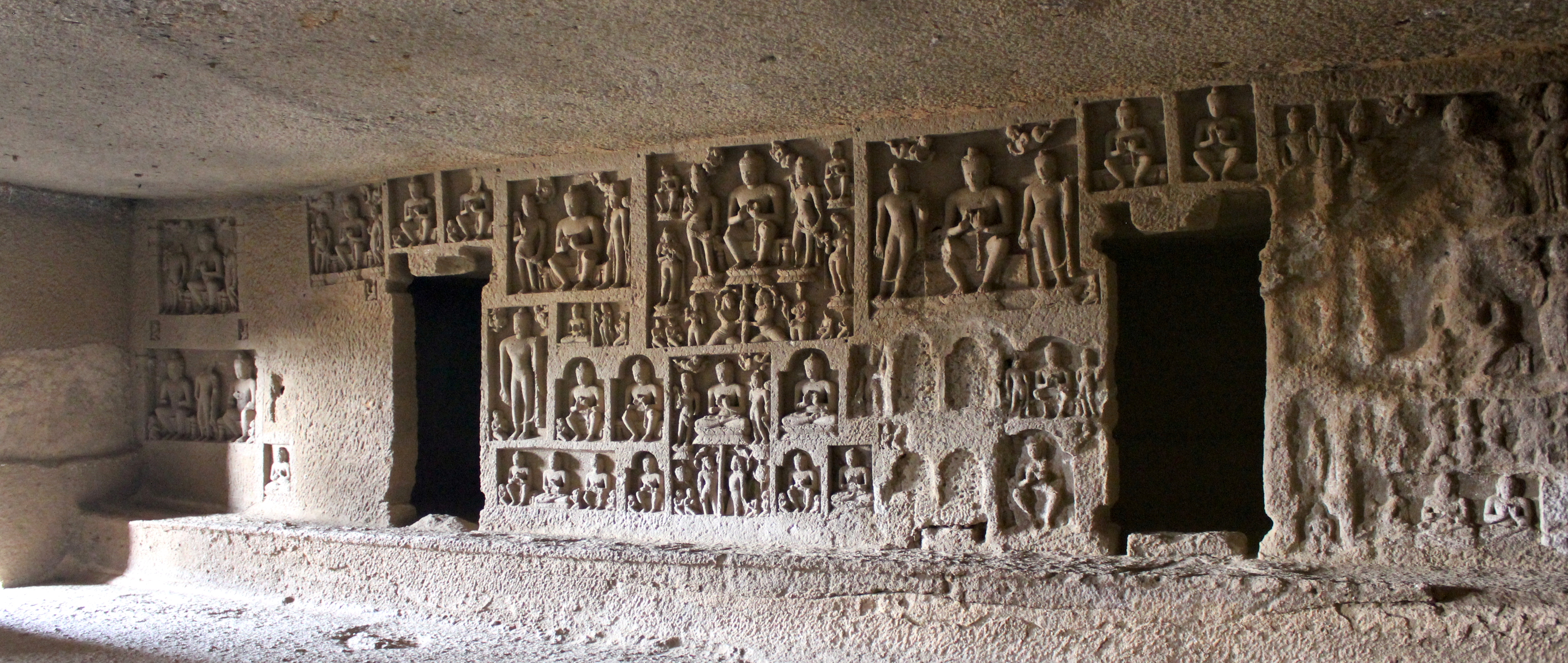
Grotte 90, sculptures de la paroi gauche.
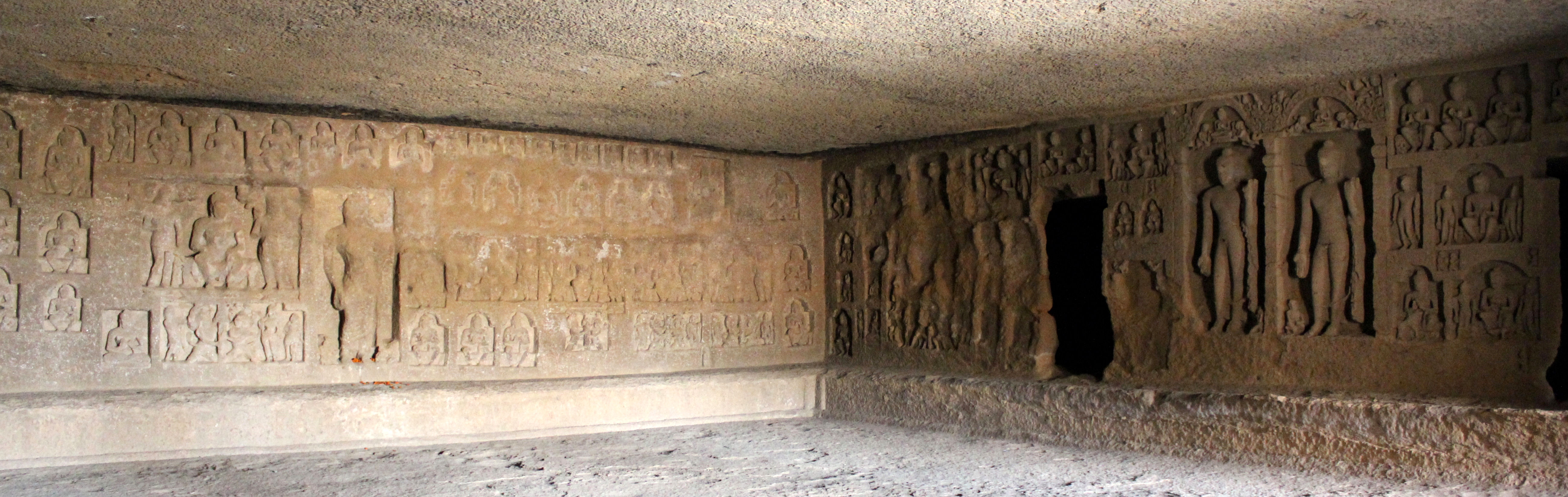
Grotte 90, sculptures des murs arrière et droit.

### Autres grottes

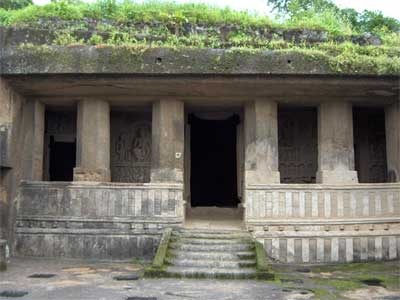
Grotte n° 67

Juste en face se trouve une petite grotte avec deux piliers et deux demi-piliers dans la véranda, avec une inscription du IXe ou Xe siècle environ sur la frise. À l’intérieur se trouve une petite salle avec une cellule brute au fond, contenant seulement une image de Bouddha sur le mur du fond. 
La suivante, du côté sud du ravin, est probablement aussi une grotte relativement tardive. Elle possède deux piliers carrés massifs dans la véranda, avec des futs taillés en seize cannelures comme dans la grotte de Darbar et certaines grottes bouddhistes d'Ellara ; elle est donc probablement du même âge. La salle est petite et comporte une pièce à sa droite, et dans le grand sanctuaire au fond se trouve un dagoba bien taillé. 

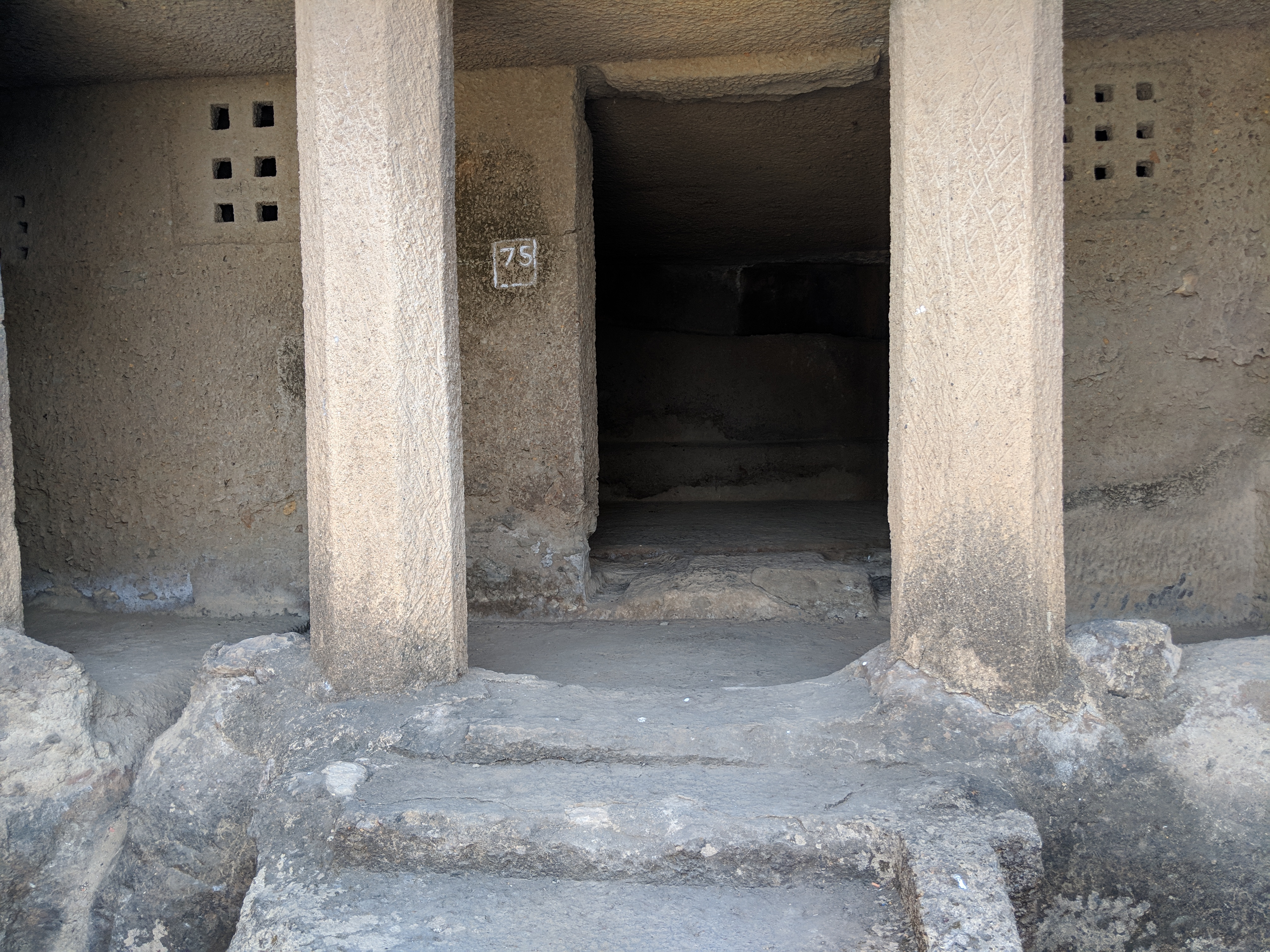
Entrée de la grotte n° 75

Le suivant (grotte n°75) consiste en une petite salle, éclairée par la porte et une petite fenêtre grillagée, avec un banc qui longe le côté gauche et l'arrière et une cellule à droite avec un lit en pierre à l'intérieur. La véranda a eu un mur écran bas reliant ses deux piliers octogonaux aux extrémités. À l’extérieur, à gauche, se trouve une grande niche surmontée de deux longues inscriptions. A proximité se trouve une autre grotte avec quatre chambres en bancs ; peut-être qu'il s'agissait à l'origine de trois petites grottes dont les cloisons de séparation ont été détruites ; mais jusqu'en 1853, celui du milieu contenait les ruines de quatre petits dagobas, construits en briques non brûlées. Celles-ci furent fouillées par MEW West et conduisirent à la découverte d'un très grand nombre d'empreintes de sceaux dans l'argile séchée, beaucoup d'entre elles enfermées dans des récipients en argile, dont les moitiés supérieures étaient soigneusement moulées en forme de dagobas, et avec eux ont été trouvés d'autres morceaux d'argile moulée qui formaient probablement des chhatris pour leur sommet, rendant la ressemblance complète. 
A proximité des dagobas ont également été retrouvés deux petits pots en pierre contenant des cendres et cinq pièces de cuivre apparemment de la dynastie Bahmani, et si oui, du XIVe ou XVe siècle. Les caractères sur les empreintes des sceaux sont d'une époque beaucoup plus ancienne, mais probablement pas avant le Xe siècle, et la plupart d'entre eux contiennent simplement le credo du Bouddha. 

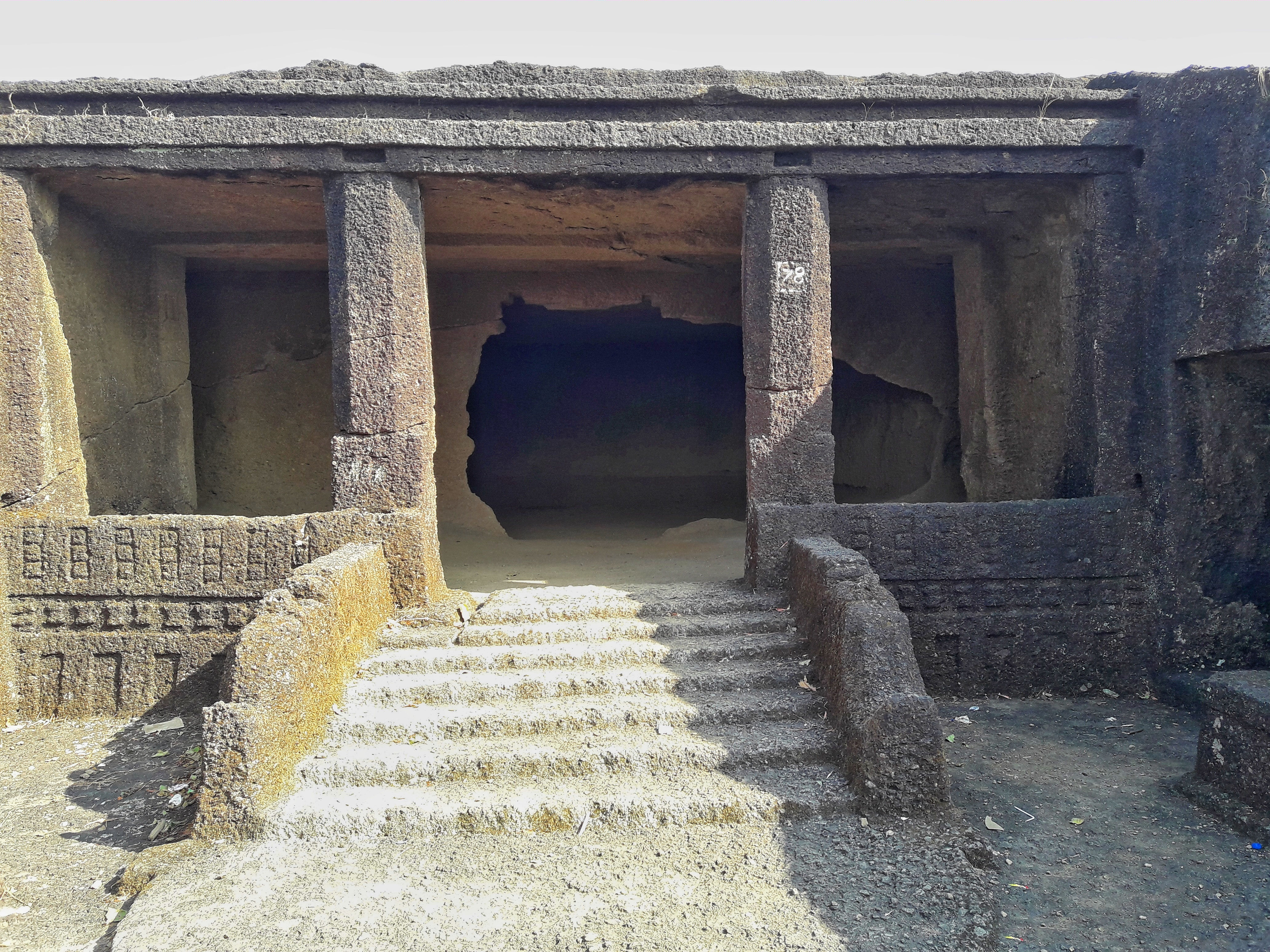
Grotte n°78 - Cette grotte possède une inscription de l'époque de Gautamiputra Satakarni.

La grotte suivante, du même côté, comprend une assez grande salle avec un banc de chaque côté, deux fines colonnes carrées et des pilastres devant l'antichambre, dont les murs intérieurs sont sculptés de quatre hautes images debout de Bouddha. Le sanctuaire est maintenant vide et il est difficile de dire s'il contenait un simhasana structurel ou un dagoba. 
De l’autre côté du ravin se trouve une immense excavation (grotte 78) tellement ruinée par la décomposition de la roche qu’elle ressemble beaucoup à une caverne naturelle ; elle avait une salle très longue, dont toute la façade a disparu, une antichambre carrée avec deux cellules à gauche et trois à droite. Le sanctuaire intérieur est vide. Devant se trouve un dagoba en brique rayé il y a longtemps, et à l'extrémité ouest se trouvent plusieurs fragments de grottes ; les façades et les murs de séparation de tous ont disparu. 
Au total, il y a plus de 30 excavations des deux côtés de ce ravin, et presque en face de la dernière mentionnée se trouve un barrage brisé, qui a confiné l'eau au-dessus, formant un lac. Sur la colline au nord, juste au-dessus, se trouve un temple en ruine et à proximité les restes de plusieurs stupas et dagobas. Juste au-dessus du ravin, du côté sud, se trouve une série d'environ dix-neuf grottes, dont la plus grande est une belle grotte vihara , avec des cellules dans les parois latérales. Il comporte quatre piliers octogonaux dans la véranda reliés par un muret et un siège bas, et les murs de la véranda, ainsi que les côtés et l'arrière de la salle, sont recouverts de figures sculptées de Bouddha dans différentes attitudes et diversement accompagnées, mais avec tant de figures. figures féminines présentées pour montrer qu'il s'agissait de l'œuvre de l' école Mahayana . Il y a cependant des raisons de supposer que la sculpture est postérieure à la fouille de la grotte. 

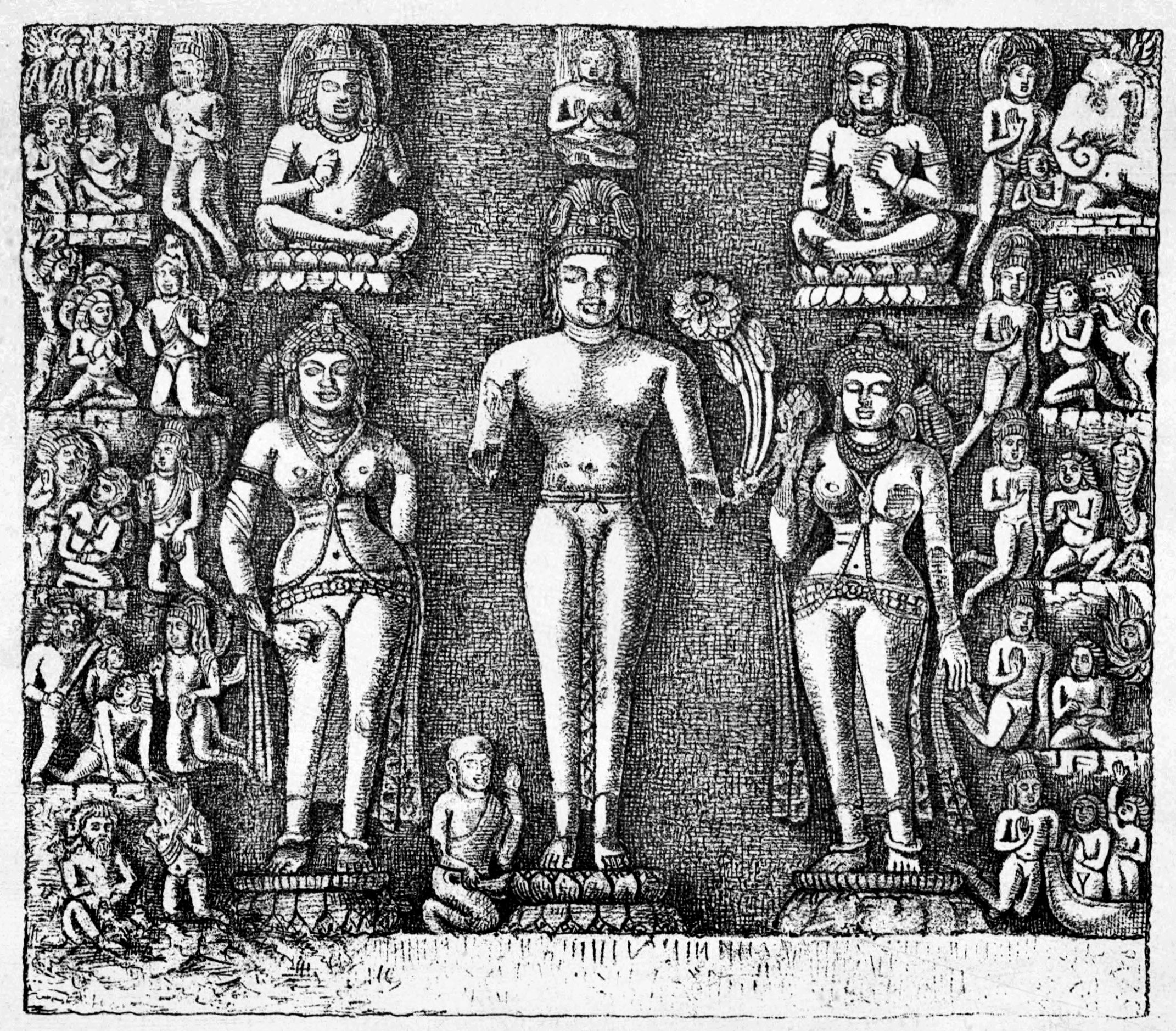
Litanie bouddhiste sculptée

Derrière et au-dessus de celles-ci se trouve une autre rangée de grottes, certaines étant remarquables par la profusion de leurs sculptures, composées principalement de Bouddhas avec leurs serviteurs, dagobas, etc.
Mais dans l'une se trouve une belle litanie sculptée, dans dont la figure centrale d'Avalokiteswara a une grande femme de chaque côté, et de part et d'autre, se trouvent cinq compartiments, ceux de droite représentant le danger de l'éléphant, du lion, du serpent, du feu et du naufrage ;  ceux de gauche de l'emprisonnement (?) Garuda , Shitala ou maladie, l'épée et un ennemi méconnaissable (abrasion de la pierre). 

### Autres points d'intérêts
Ce qui frappe tout visiteur de ces grottes de Kanheri, c'est le nombre de citernes d'eau, la plupart des grottes étant dotées de leur propre citerne sur le côté de la cour avant, et celles-ci étant remplies toute l'année d'eau potable. Devant de nombreuses grottes également, il y a des trous dans le sol de la cour, et sur leurs façades se trouvent des mortaises creusées dans la roche comme bases pour les poteaux, et des supports pour chevrons en bois pour soutenir une couverture destinée à abriter la façade des grottes pendant la période. la mousson. 
Partout sur la colline, d'un ensemble de grottes à l'autre, des marches sont creusées à la surface de la roche, et ces escaliers disposent, dans de nombreux cas, de rampes sur leurs côtés. 
En dépassant le dernier groupe de grottes et en avançant vers le sud par un ancien chemin coupé de marches partout où il y a une descente, on atteint le bord de la falaise et de là, on emprunte un escalier en ruine à environ 330 mètres au sud de la grande grotte de Chaitya. Celui-ci  rejoint une longue galerie s'étendant sur 200 mètres au sud-sud-est et abritée par le rocher en surplomb. Le sol de cette galerie se compose des fondations de petits dagobas en briques enfouis dans la poussière et les débris. Ces dagobas sont au nombre de seize à vingt, dont sept ont été ouverts par M. Ed. W. Ouest en 1853. 
Au-delà se trouvent les ruines d'un grand stupa de pierre, sur lequel se trouvent de nombreuses sculptures, et qui a été exploré et examiné par M. West. Dans la roche derrière se trouvent trois petites cellules contenant également des sculptures délabrées, avec des traces de plâtre recouvertes de peinture. Au-delà, le sol s'élève soudainement d'environ 5 mètres, où se trouvent les restes de onze petits stupas en brique.
Puis une autre légère ascension atterrit sur un niveau sur lequel se trouvent trente-trois stupas en ruine similaires ensevelis sous les débris. Au-dessus encore, le rocher a été creusé à certains endroits pour leur faire de la place. Sur le mur du fond se trouvent quelques dagobas en relief et trois niches à banc. Les stupas en brique varient de 1 à 2 mètres de diamètre à la base, mais tous sont détruits jusqu'à près de ce niveau et semblent avoir été tous pillés, car aucune relique n'a été trouvée. 
Il y avait d'autres grands stupas devant la grande grotte de Chaitya, mais ceux-ci furent ouverts en 1839 par le Dr James Bird, qui décrivit ainsi ses opérations : « Le plus grand des topes sélectionnés pour l'examen semblait avoir été une fois entre 4 et 6 mètres de hauteur. Elle était très délabrée, et était pénétrée par le haut jusqu'à la base, qui était construite en pierre de taille. Après avoir creusé jusqu'au niveau du sol et déblayé les matériaux, les ouvriers arrivèrent à une pierre circulaire, creuse au centre. , et recouvert au sommet d'un morceau de gypse. Il contenait deux petites urnes en cuivre, dans l'une desquelles se trouvaient des cendres mêlées à un rubis, une perle, de petits morceaux d'or et une petite boîte en or contenant un morceau de tissu. ; dans l'autre, une boîte en argent et quelques cendres ont été trouvées. Deux plaques de cuivre contenant des inscriptions accompagnaient les urnes, et celles-ci, autant que j'ai pu les déchiffrer encore, nous informent que les personnes enterrées ici étaient de foi bouddhiste. La plus petite des plaques de cuivre porte une inscription en deux lignes, dont la dernière partie contient le credo bouddhiste. 
Sur le côté est de la colline se trouvent de nombreuses pierres équarries, fondations, réservoirs, etc., tous témoignant de l'existence à une certaine époque d'une importante colonie de moines. 